# En famille (série télévisée)
Pour les articles homonymes, voir En famille.
Production
Diffusion
En famille est une série télévisée française diffusée sur M6 depuis le 25 juin 2012, principalement l'été, et mettant en scène la famille Le Kervelec.
Le tournage de la série a lieu dans les studios du Lendit à la Plaine Saint-Denis puis à la Cité du cinéma dès la saison 6 à Saint-Denis.

## Synopsis
Cette série raconte la vie de la famille Le Kervelec. C'est une succession de scènes montrant les rapports familiaux intergénérationnels.
La famille est structurée autour de trois générations différentes autour desquelles gravitent d'autres personnages :
- le 3e âge : Jacques et Brigitte, les grands-parents ;
- les adultes : Marjorie et Roxane, les deux filles ;
- les enfants : Antoine, Chloé, Hugo et Diego, les petits-enfants ;
- l'animal de compagnie : Pupuce, un mastiff anglais.

Figé pendant 7 saisons, le temps finit par avancer de 5 ans au début de la saison 8.
L'ordre chronologique est donc sans importance de la saison 1 à la saison 7, incluant la première soirée avec trois épisodes spéciaux, puis il suit l'ordre suivant : Vacances en Bretagne, saison 8, Un si joyeux Noël, Au bout de leurs rêves, saison 9, Le Mariage de Marjorie, saison 10, saison 11, saison 12 et Un château en héritage

## Diffusions
Chaque saison est diffusée en été du lundi au vendredi sur M6, en remplacement de Scènes de ménages.
| Saison | Heures de diffusion            | Début de diffusion | Fin de diffusion   |
| ------ | ------------------------------ | ------------------ | ------------------ |
| 1      | Du lundi au vendredi à 20 h 10 | 25 juin 2012       | 1er septembre 2012 |
| 2      | Du lundi au vendredi à 20 h 10 | 10 juin 2013       | 30 août 2013       |
| 3      | Du lundi au vendredi à 20 h 15 | 7 juillet 2014     | 29 août 2014'      |
| 4      | Du lundi au vendredi à 18 h 50 | 20 avril 2015      | 3 juillet 2015     |
| 5      | Du lundi au vendredi à 20 h 25 | 4 juillet 2016     | 26 août 2016       |
| 6      | Du lundi au vendredi à 20 h 25 | 19 juin 2017       | 25 août 2017       |
| 7      | Du lundi au vendredi à 20 h 25 | 9 juillet 2018     | 24 août 2018       |
| 8      | Du lundi au vendredi à 20 h 25 | 24 juin 2019       | 23 août 2019       |
| 9      | Du lundi au vendredi à 20 h 25 | 29 juin 2020       | 21 août 2020       |
| 10     | Du lundi au vendredi à 20 h 30 | 5 juillet 2021     | 20 août 2021       |
| 11     | Du lundi au vendredi à 20 h 30 | 1er août 2022      | 19 août 2022       |
| 12     | Du lundi au vendredi à 20 h 30 | 3 juillet 2023     | 25 août 2023       |
| 13     | Du lundi au vendredi à 20 h 30 | 8 juillet 2024     | 16 août 2024       |

*Des épisodes inédits sur le thème de Noël ont été diffusés du 22 décembre 2014 au 1er janvier 2015 à 18 h 25.
Le format en quotidienne est semblable à celui de Scènes de ménages : plusieurs épisodes d'environ 3 à 4 minutes, composés chacun de deux à cinq saynètes, sont mis bout à bout pour atteindre une durée de 25 à 35 minutes.
Des soirées spéciales sous forme de téléfilms sont également parfois diffusées en prime-time.

## Fiche technique
- Titre original : En famille
- Création : Florence Levard, Alain Kappauf[4]
- Réalisation : Maxime Potherat, Luc Sonzogni, Emmanuel Sapolsky, Clément Michel, Varante Soudjian, Marie-Hélène Copti, Olivier Doran, Yvan Le Bolloc'h, Raphaël Lenglet, Jean-Baptiste Pouilloux
- Scénario : Yvan Longuet, Jane Rioufol, Sophie Saje
- Musique : Dominique Grimaldi
- Production : Kabo Productions
- Sociétés de distribution :
- Pays d'origine :  France
- Genre : sitcom, shortcom

 Sauf indication contraire, les informations mentionnées dans cette section peuvent être confirmées par la base de données cinématographiques IMDb,  présente dans la section « Liens externes ».

## Distribution

### Acteurs principaux
Sauf indication contraire, les informations mentionnées dans cette section peuvent être confirmées par la base de données cinématographiques Allociné,  présente dans la section « Liens externes ».

#### Acteurs principaux actuels
- Marie-Pierre Casey : Tata Lucienne, la tante de Jacques, la grand-tante de Roxane, Marjorie et Seb, et l'arrière-grand-tante d'Antoine, Chloé, Hugo et Diego (depuis la saison 7)

- Yves Pignot : Jacques Le Kervelec, le mari de Brigitte, le père de Roxane et Marjorie, et le grand-père d'Antoine, Chloé, Hugo et Diego
- Marie Vincent : Brigitte Le Kervelec, la femme de Jacques, la mère de Roxane et Marjorie, et la grand-mère d'Antoine, Chloé, Hugo et Diego

- Jeanne Savary : Marjorie Le Kervelec, l'ex-femme d'Yvan, la compagne de Jean-Pierre, la fille de Jacques et Brigitte, la mère d'Antoine et Chloé, la sœur aînée de Roxane, et la tante d'Hugo et Diego
- Olivier Mag : Jean-Pierre Escourou, le coach de rugby d'Antoine, le compagnon, puis mari de Marjorie et le père d'Annabelle et Gaspard (depuis la saison 8) (récurrent saisons 1 à 7 - principal depuis saison 8)
- Axel Huet : Antoine Pouilloux, le fils d'Yvan et Marjorie, le petit-fils de Jacques et Brigitte, le frère de Chloé, le neveu de Roxane et le cousin d'Hugo et Diego
- Lucie Bourdeu : Chloé Pouilloux, la fille d'Yvan et Marjorie, la petite-fille de Jacques et Brigitte, la sœur d'Antoine, la nièce de Roxane et la cousine d'Hugo et Diego
- Billie Boiseau (saisons 3 à 5) puis Antoinette Giret (depuis la saison 9) : Annabelle Escourou, la fille de Jean-Pierre et la sœur de Gaspard (depuis la saison 3)
- Calixte Broisin-Doutaz[5]: Gaspard Escourou, le fils de Jean-Pierre et le frère d'Annabelle (depuis la saison 9)
- Volnay (saisons 1 et 2)[6] / Birdy (saisons 3 à 6)[7] + Virus (saison 6)[8] / Loukoum (saisons 7 à 9)[9] / Pirate (depuis la saison 10)  : Pupuce, le chien de Marjorie, Antoine et Chloé

- Charlie Bruneau[10],[11],[12],[13] : Roxane Le Kervelec, l'ex-femme de Kader, la fille de Jacques et Brigitte, la mère d'Hugo et Diego, la sœur cadette de Marjorie, et la tante d'Antoine et Chloé
- Ylian Kebbi (saisons 1 à 3) / Noah Szabo (saisons 4 à 7) / Anzo DagDad (saisons 8 à 10)  / Mady Meftah (saison 11) : Hugo Ben Gazaouira-Le Kervelec, le fils de Kader et Roxane, le petit-fils de Jacques et Brigitte, le frère de Diego, le neveu de Marjorie et le cousin d'Antoine et Chloé
- Yannis Kebbi (saisons 1 à 3) / Tom Szabo (saisons 4 à 7) / Ayrwan DagDad (saisons 8 à 10) / Sohel Meftah (saison 11) : Diego Ben Gazaouira-Le Kervelec, le fils de Kader et Roxane, le petit-fils de Jacques et Brigitte, le frère d'Hugo, le neveu de Marjorie et le cousin d'Antoine et Chloé
- Gérémy Crédeville : Milo, le traiteur italien et le petit-ami de Roxane (récurrent saison 10 - principal depuis saison 11)

- Fred Bianconi : Paul Lebrun, ex-amant de Brigitte (depuis la saison 11)

- Benoît Moret : Sébastien « Seb » Le Kervelec, le petit-neveu de Tata Lucienne, le neveu de Jacques et Brigitte, et le cousin de Roxane et Marjorie (depuis la saison 2)

#### Anciens acteurs principaux
- Tarek Boudali : Kader Ben Gazaouira, l'ex-mari de Roxane et le père de Hugo et Diego (saisons 1 à 7)
- Bernard Chéron : Fernand alias « Pépé », ancien militaire et le père de Brigitte, le grand-père de Roxane et Marjorie, et l'arrière-grand-père d'Antoine, Chloé, Hugo et Diego (saisons 2 à 4)

### Arbre généalogique de la famille Le Kervelec
En gras sur fond bleu : personnages principaux présents dans la saison actuelle.
En gras sur fond rose : personnages récurrents présents dans la saison actuelle.
En italique : personnages absents dans la saison actuelle.

|                                                          |                                                          |                                                          |                                                          |                                                          |                                                          |  |  |                                                                                      |                                                                                      |                                                                                      |                                                                                      |                                                                                      |                                                                                      |  |  |                                                                                         |                                                                                         |                                                                                         |                                                                                         |                                                                                         |                                                                                         |                                                                                       |                                                                                       |                                                              |                                                              |                          |                          |                                             |                                             |                                             |                                             |                                             |                                             |                                   |                                   |                          |                          |                                                                                    |                                                                                    |                                                                                    |                                                                                    |                                                                                    |                                                                                    |                          |                          | | | | | | |                                                 |                                                 | | | | | | |                                                   |                                                   | | | | | | |                                            |                                            |                                                                    |                                                                    |                                                                    |                                                                    |                                                                    |                                                                    |
|                                                          |                                                          |                                                          |                                                          |                                                          |                                                          |  |  |                                                                                      |                                                                                      |                                                                                      |                                                                                      |                                                                                      |                                                                                      |  |  |                                                                                         |                                                                                         |                                                                                         |                                                                                         |                                                                                         |                                                                                         |                                                                                       |                                                                                       |                                                              |                                                              |                          |                          |                                             |                                             |                                             |                                             |                                             |                                             |                                   |                                   |                          |                          |                                                                                    |                                                                                    |                                                                                    |                                                                                    |                                                                                    |                                                                                    |                          |                          | | | | | | |                                                 |                                                 | | | | | | |                                                   |                                                   | | | | | | |                                            |                                            |                                                                    |                                                                    |                                                                    |                                                                    |                                                                    |                                                                    |
| Arrière-grand-oncle (INC)                                | Arrière-grand-oncle (INC)                                | Arrière-grand-oncle (INC)                                | Arrière-grand-oncle (INC)                                | Arrière-grand-oncle (INC)                                | Arrière-grand-oncle (INC)                                |  |  | René (Bernard Larmande) (récurrent depuis S10)                                       | René (Bernard Larmande) (récurrent depuis S10)                                       | René (Bernard Larmande) (récurrent depuis S10)                                       | René (Bernard Larmande) (récurrent depuis S10)                                       | René (Bernard Larmande) (récurrent depuis S10)                                       | René (Bernard Larmande) (récurrent depuis S10)                                       |  |  |                                                                                         |                                                                                         | Lucienne Le Kervelec (Marie-Pierre Casey) (récurrente S07 puis principale depuis S08)   | Lucienne Le Kervelec (Marie-Pierre Casey) (récurrente S07 puis principale depuis S08)   | Lucienne Le Kervelec (Marie-Pierre Casey) (récurrente S07 puis principale depuis S08)   | Lucienne Le Kervelec (Marie-Pierre Casey) (récurrente S07 puis principale depuis S08)   | Lucienne Le Kervelec (Marie-Pierre Casey) (récurrente S07 puis principale depuis S08) | Lucienne Le Kervelec (Marie-Pierre Casey) (récurrente S07 puis principale depuis S08) |                                                              |                                                              | Arrière-grand-père (INC) | Arrière-grand-père (INC) | Arrière-grand-père (INC)                    | Arrière-grand-père (INC)                    | Arrière-grand-père (INC)                    | Arrière-grand-père (INC)                    |                                             |                                             | Arrière-grand-mère (INC)          | Arrière-grand-mère (INC)          | Arrière-grand-mère (INC) | Arrière-grand-mère (INC) | Arrière-grand-mère (INC)                                                           | Arrière-grand-mère (INC)                                                           |                                                                                    |                                                                                    | Arrière-grand-mère (INC)                                                           | Arrière-grand-mère (INC)                                                           | Arrière-grand-mère (INC) | Arrière-grand-mère (INC) | Arrière-grand-mère (INC)                                                                                                  | Arrière-grand-mère (INC)                                                                                                  | | | Fernand (Bernard Chéron) (récurrent S02 à S04)                                                                            | Fernand (Bernard Chéron) (récurrent S02 à S04)                                                                            | Fernand (Bernard Chéron) (récurrent S02 à S04)  | Fernand (Bernard Chéron) (récurrent S02 à S04)  | Fernand (Bernard Chéron) (récurrent S02 à S04)                                                                                       | Fernand (Bernard Chéron) (récurrent S02 à S04)                                                                                       | | | Maurice (Jacques Marchand) (récurrent S05)                                                                                           | Maurice (Jacques Marchand) (récurrent S05)                                                                                           | Maurice (Jacques Marchand) (récurrent S05)        | Maurice (Jacques Marchand) (récurrent S05)        | Maurice (Jacques Marchand) (récurrent S05)                                                                                              | Maurice (Jacques Marchand) (récurrent S05)                                                                                              | | | Andrée (Françoise Bertin) (récurrente S03)                                                                                              | Andrée (Françoise Bertin) (récurrente S03)                                                                                              | Andrée (Françoise Bertin) (récurrente S03) | Andrée (Françoise Bertin) (récurrente S03) | Andrée (Françoise Bertin) (récurrente S03)                         | Andrée (Françoise Bertin) (récurrente S03)                         |                                                                    |                                                                    |                                                                    |                                                                    |
| Arrière-grand-oncle (INC)                                | Arrière-grand-oncle (INC)                                | Arrière-grand-oncle (INC)                                | Arrière-grand-oncle (INC)                                | Arrière-grand-oncle (INC)                                | Arrière-grand-oncle (INC)                                |  |  | René (Bernard Larmande) (récurrent depuis S10)                                       | René (Bernard Larmande) (récurrent depuis S10)                                       | René (Bernard Larmande) (récurrent depuis S10)                                       | René (Bernard Larmande) (récurrent depuis S10)                                       | René (Bernard Larmande) (récurrent depuis S10)                                       | René (Bernard Larmande) (récurrent depuis S10)                                       |  |  |                                                                                         |                                                                                         | Lucienne Le Kervelec (Marie-Pierre Casey) (récurrente S07 puis principale depuis S08)   | Lucienne Le Kervelec (Marie-Pierre Casey) (récurrente S07 puis principale depuis S08)   | Lucienne Le Kervelec (Marie-Pierre Casey) (récurrente S07 puis principale depuis S08)   | Lucienne Le Kervelec (Marie-Pierre Casey) (récurrente S07 puis principale depuis S08)   | Lucienne Le Kervelec (Marie-Pierre Casey) (récurrente S07 puis principale depuis S08) | Lucienne Le Kervelec (Marie-Pierre Casey) (récurrente S07 puis principale depuis S08) |                                                              |                                                              | Arrière-grand-père (INC) | Arrière-grand-père (INC) | Arrière-grand-père (INC)                    | Arrière-grand-père (INC)                    | Arrière-grand-père (INC)                    | Arrière-grand-père (INC)                    |                                             |                                             | Arrière-grand-mère (INC)          | Arrière-grand-mère (INC)          | Arrière-grand-mère (INC) | Arrière-grand-mère (INC) | Arrière-grand-mère (INC)                                                           | Arrière-grand-mère (INC)                                                           |                                                                                    |                                                                                    | Arrière-grand-mère (INC)                                                           | Arrière-grand-mère (INC)                                                           | Arrière-grand-mère (INC) | Arrière-grand-mère (INC) | Arrière-grand-mère (INC)                                                                                                  | Arrière-grand-mère (INC)                                                                                                  | | | Fernand (Bernard Chéron) (récurrent S02 à S04)                                                                            | Fernand (Bernard Chéron) (récurrent S02 à S04)                                                                            | Fernand (Bernard Chéron) (récurrent S02 à S04)  | Fernand (Bernard Chéron) (récurrent S02 à S04)  | Fernand (Bernard Chéron) (récurrent S02 à S04)                                                                                       | Fernand (Bernard Chéron) (récurrent S02 à S04)                                                                                       | | | Maurice (Jacques Marchand) (récurrent S05)                                                                                           | Maurice (Jacques Marchand) (récurrent S05)                                                                                           | Maurice (Jacques Marchand) (récurrent S05)        | Maurice (Jacques Marchand) (récurrent S05)        | Maurice (Jacques Marchand) (récurrent S05)                                                                                              | Maurice (Jacques Marchand) (récurrent S05)                                                                                              | | | Andrée (Françoise Bertin) (récurrente S03)                                                                                              | Andrée (Françoise Bertin) (récurrente S03)                                                                                              | Andrée (Françoise Bertin) (récurrente S03) | Andrée (Françoise Bertin) (récurrente S03) | Andrée (Françoise Bertin) (récurrente S03)                         | Andrée (Françoise Bertin) (récurrente S03)                         |                                                                    |                                                                    |                                                                    |                                                                    |
|                                                          |                                                          |                                                          |                                                          |                                                          |                                                          |  |  |                                                                                      |                                                                                      |                                                                                      |                                                                                      |                                                                                      |                                                                                      |  |  |                                                                                         |                                                                                         |                                                                                         |                                                                                         |                                                                                         |                                                                                         |                                                                                       |                                                                                       |                                                              |                                                              |                          |                          |                                             |                                             |                                             |                                             |                                             |                                             |                                   |                                   |                          |                          |                                                                                    |                                                                                    |                                                                                    |                                                                                    |                                                                                    |                                                                                    |                          |                          | | | | | | |                                                 |                                                 | | | | | | |                                                   |                                                   | | | | | | |                                            |                                            |                                                                    |                                                                    |                                                                    |                                                                    |                                                                    |                                                                    |
|                                                          |                                                          |                                                          |                                                          |                                                          |                                                          |  |  |                                                                                      |                                                                                      |                                                                                      |                                                                                      |                                                                                      |                                                                                      |  |  |                                                                                         |                                                                                         |                                                                                         |                                                                                         |                                                                                         |                                                                                         |                                                                                       |                                                                                       |                                                              |                                                              |                          |                          |                                             |                                             |                                             |                                             |                                             |                                             |                                   |                                   |                          |                          |                                                                                    |                                                                                    |                                                                                    |                                                                                    |                                                                                    |                                                                                    |                          |                          | | | | | | |                                                 |                                                 | | | | | | |                                                   |                                                   | | | | | | |                                            |                                            |                                                                    |                                                                    |                                                                    |                                                                    |                                                                    |                                                                    |
| Yann Le Kervelec (Patrick Raynal) (récurrent S04 et S06) | Yann Le Kervelec (Patrick Raynal) (récurrent S04 et S06) | Yann Le Kervelec (Patrick Raynal) (récurrent S04 et S06) | Yann Le Kervelec (Patrick Raynal) (récurrent S04 et S06) | Yann Le Kervelec (Patrick Raynal) (récurrent S04 et S06) | Yann Le Kervelec (Patrick Raynal) (récurrent S04 et S06) |  |  | Le frère de Jacques et Jean (INC)                                                    | Le frère de Jacques et Jean (INC)                                                    | Le frère de Jacques et Jean (INC)                                                    | Le frère de Jacques et Jean (INC)                                                    | Le frère de Jacques et Jean (INC)                                                    | Le frère de Jacques et Jean (INC)                                                    |  |  |                                                                                         |                                                                                         |                                                                                         |                                                                                         | Jean Le Kervelec (Christian Sinniger) (récurrent S05 et S06)                            | Jean Le Kervelec (Christian Sinniger) (récurrent S05 et S06)                            | Jean Le Kervelec (Christian Sinniger) (récurrent S05 et S06)                          | Jean Le Kervelec (Christian Sinniger) (récurrent S05 et S06)                          | Jean Le Kervelec (Christian Sinniger) (récurrent S05 et S06) | Jean Le Kervelec (Christian Sinniger) (récurrent S05 et S06) |                          |                          |                                             |                                             | Jacques Le Kervelec (Yves Pignot)           | Jacques Le Kervelec (Yves Pignot)           | Jacques Le Kervelec (Yves Pignot)           | Jacques Le Kervelec (Yves Pignot)           | Jacques Le Kervelec (Yves Pignot) | Jacques Le Kervelec (Yves Pignot) |                          |                          |                                                                                    |                                                                                    |                                                                                    |                                                                                    |                                                                                    |                                                                                    |                          |                          | Brigitte Le Kervelec (Marie Vincent)                                                                                      | Brigitte Le Kervelec (Marie Vincent)                                                                                      | Brigitte Le Kervelec (Marie Vincent)                                                                                      | Brigitte Le Kervelec (Marie Vincent)                                                                                      | Brigitte Le Kervelec (Marie Vincent)                                                                                      | Brigitte Le Kervelec (Marie Vincent)                                                                                      |                                                 |                                                 | | | Françoise (Nathalie Krebs) (récurrente S03 à S06)                                                                                    | Françoise (Nathalie Krebs) (récurrente S03 à S06)                                                                                    | Françoise (Nathalie Krebs) (récurrente S03 à S06)                                                                                    | Françoise (Nathalie Krebs) (récurrente S03 à S06)                                                                                    | Françoise (Nathalie Krebs) (récurrente S03 à S06) | Françoise (Nathalie Krebs) (récurrente S03 à S06) | | | | | | |                                            |                                            |                                                                    |                                                                    |                                                                    |                                                                    |                                                                    |                                                                    |
| Yann Le Kervelec (Patrick Raynal) (récurrent S04 et S06) | Yann Le Kervelec (Patrick Raynal) (récurrent S04 et S06) | Yann Le Kervelec (Patrick Raynal) (récurrent S04 et S06) | Yann Le Kervelec (Patrick Raynal) (récurrent S04 et S06) | Yann Le Kervelec (Patrick Raynal) (récurrent S04 et S06) | Yann Le Kervelec (Patrick Raynal) (récurrent S04 et S06) |  |  | Le frère de Jacques et Jean (INC)                                                    | Le frère de Jacques et Jean (INC)                                                    | Le frère de Jacques et Jean (INC)                                                    | Le frère de Jacques et Jean (INC)                                                    | Le frère de Jacques et Jean (INC)                                                    | Le frère de Jacques et Jean (INC)                                                    |  |  |                                                                                         |                                                                                         |                                                                                         |                                                                                         | Jean Le Kervelec (Christian Sinniger) (récurrent S05 et S06)                            | Jean Le Kervelec (Christian Sinniger) (récurrent S05 et S06)                            | Jean Le Kervelec (Christian Sinniger) (récurrent S05 et S06)                          | Jean Le Kervelec (Christian Sinniger) (récurrent S05 et S06)                          | Jean Le Kervelec (Christian Sinniger) (récurrent S05 et S06) | Jean Le Kervelec (Christian Sinniger) (récurrent S05 et S06) |                          |                          |                                             |                                             | Jacques Le Kervelec (Yves Pignot)           | Jacques Le Kervelec (Yves Pignot)           | Jacques Le Kervelec (Yves Pignot)           | Jacques Le Kervelec (Yves Pignot)           | Jacques Le Kervelec (Yves Pignot) | Jacques Le Kervelec (Yves Pignot) |                          |                          |                                                                                    |                                                                                    |                                                                                    |                                                                                    |                                                                                    |                                                                                    |                          |                          | Brigitte Le Kervelec (Marie Vincent)                                                                                      | Brigitte Le Kervelec (Marie Vincent)                                                                                      | Brigitte Le Kervelec (Marie Vincent)                                                                                      | Brigitte Le Kervelec (Marie Vincent)                                                                                      | Brigitte Le Kervelec (Marie Vincent)                                                                                      | Brigitte Le Kervelec (Marie Vincent)                                                                                      |                                                 |                                                 | | | Françoise (Nathalie Krebs) (récurrente S03 à S06)                                                                                    | Françoise (Nathalie Krebs) (récurrente S03 à S06)                                                                                    | Françoise (Nathalie Krebs) (récurrente S03 à S06)                                                                                    | Françoise (Nathalie Krebs) (récurrente S03 à S06)                                                                                    | Françoise (Nathalie Krebs) (récurrente S03 à S06) | Françoise (Nathalie Krebs) (récurrente S03 à S06) | | | | | | |                                            |                                            |                                                                    |                                                                    |                                                                    |                                                                    |                                                                    |                                                                    |
|                                                          |                                                          |                                                          |                                                          |                                                          |                                                          |  |  |                                                                                      |                                                                                      |                                                                                      |                                                                                      |                                                                                      |                                                                                      |  |  |                                                                                         |                                                                                         |                                                                                         |                                                                                         |                                                                                         |                                                                                         |                                                                                       |                                                                                       |                                                              |                                                              |                          |                          |                                             |                                             |                                             |                                             |                                             |                                             |                                   |                                   |                          |                          |                                                                                    |                                                                                    |                                                                                    |                                                                                    |                                                                                    |                                                                                    |                          |                          | | | | | | |                                                 |                                                 | | | | | | |                                                   |                                                   | | | | | | |                                            |                                            |                                                                    |                                                                    |                                                                    |                                                                    |                                                                    |                                                                    |
|                                                          |                                                          |                                                          |                                                          |                                                          |                                                          |  |  |                                                                                      |                                                                                      |                                                                                      |                                                                                      |                                                                                      |                                                                                      |  |  |                                                                                         |                                                                                         |                                                                                         |                                                                                         |                                                                                         |                                                                                         |                                                                                       |                                                                                       |                                                              |                                                              |                          |                          |                                             |                                             |                                             |                                             |                                             |                                             |                                   |                                   |                          |                          |                                                                                    |                                                                                    |                                                                                    |                                                                                    |                                                                                    |                                                                                    |                          |                          | | | | | | |                                                 |                                                 | | | | | | |                                                   |                                                   | | | | | | |                                            |                                            |                                                                    |                                                                    |                                                                    |                                                                    |                                                                    |                                                                    |
| Bonnie (Tiphaine Daviot) (récurrente depuis S08)         | Bonnie (Tiphaine Daviot) (récurrente depuis S08)         | Bonnie (Tiphaine Daviot) (récurrente depuis S08)         | Bonnie (Tiphaine Daviot) (récurrente depuis S08)         | Bonnie (Tiphaine Daviot) (récurrente depuis S08)         | Bonnie (Tiphaine Daviot) (récurrente depuis S08)         |  |  | Sébastien Le Kervelec (Benoît Moret) (récurrent S02 à S07 puis principal depuis S08) | Sébastien Le Kervelec (Benoît Moret) (récurrent S02 à S07 puis principal depuis S08) | Sébastien Le Kervelec (Benoît Moret) (récurrent S02 à S07 puis principal depuis S08) | Sébastien Le Kervelec (Benoît Moret) (récurrent S02 à S07 puis principal depuis S08) | Sébastien Le Kervelec (Benoît Moret) (récurrent S02 à S07 puis principal depuis S08) | Sébastien Le Kervelec (Benoît Moret) (récurrent S02 à S07 puis principal depuis S08) |  |  | Yvan Pouilloux (Jordy Serras : récurrent S01) (Yvan Le Bolloc'h : récurrent depuis S05) | Yvan Pouilloux (Jordy Serras : récurrent S01) (Yvan Le Bolloc'h : récurrent depuis S05) | Yvan Pouilloux (Jordy Serras : récurrent S01) (Yvan Le Bolloc'h : récurrent depuis S05) | Yvan Pouilloux (Jordy Serras : récurrent S01) (Yvan Le Bolloc'h : récurrent depuis S05) | Yvan Pouilloux (Jordy Serras : récurrent S01) (Yvan Le Bolloc'h : récurrent depuis S05) | Yvan Pouilloux (Jordy Serras : récurrent S01) (Yvan Le Bolloc'h : récurrent depuis S05) |                                                                                       |                                                                                       |                                                              |                                                              |                          |                          | Marjorie Le Kervelec (Jeanne Savary)        | Marjorie Le Kervelec (Jeanne Savary)        | Marjorie Le Kervelec (Jeanne Savary)        | Marjorie Le Kervelec (Jeanne Savary)        | Marjorie Le Kervelec (Jeanne Savary)        | Marjorie Le Kervelec (Jeanne Savary)        |                                   |                                   |                          |                          | Jean-Pierre Escourou (Olivier Mag) (récurrent S01 à S07 puis principal depuis S08) | Jean-Pierre Escourou (Olivier Mag) (récurrent S01 à S07 puis principal depuis S08) | Jean-Pierre Escourou (Olivier Mag) (récurrent S01 à S07 puis principal depuis S08) | Jean-Pierre Escourou (Olivier Mag) (récurrent S01 à S07 puis principal depuis S08) | Jean-Pierre Escourou (Olivier Mag) (récurrent S01 à S07 puis principal depuis S08) | Jean-Pierre Escourou (Olivier Mag) (récurrent S01 à S07 puis principal depuis S08) |                          |                          | | | Kader Ben Gazaouira (Tarek Boudali) (S01 à S07)                                                                           | Kader Ben Gazaouira (Tarek Boudali) (S01 à S07)                                                                           | Kader Ben Gazaouira (Tarek Boudali) (S01 à S07)                                                                           | Kader Ben Gazaouira (Tarek Boudali) (S01 à S07)                                                                           | Kader Ben Gazaouira (Tarek Boudali) (S01 à S07) | Kader Ben Gazaouira (Tarek Boudali) (S01 à S07) | | | | | | | Roxane Le Kervelec (Charlie Bruneau)              | Roxane Le Kervelec (Charlie Bruneau)              | Roxane Le Kervelec (Charlie Bruneau) | Roxane Le Kervelec (Charlie Bruneau) | Roxane Le Kervelec (Charlie Bruneau) | Roxane Le Kervelec (Charlie Bruneau) | | |                                            |                                            | Milo (Gérémy Crédeville) (récurrent S10 puis principal depuis S11) | Milo (Gérémy Crédeville) (récurrent S10 puis principal depuis S11) | Milo (Gérémy Crédeville) (récurrent S10 puis principal depuis S11) | Milo (Gérémy Crédeville) (récurrent S10 puis principal depuis S11) | Milo (Gérémy Crédeville) (récurrent S10 puis principal depuis S11) | Milo (Gérémy Crédeville) (récurrent S10 puis principal depuis S11) |
| Bonnie (Tiphaine Daviot) (récurrente depuis S08)         | Bonnie (Tiphaine Daviot) (récurrente depuis S08)         | Bonnie (Tiphaine Daviot) (récurrente depuis S08)         | Bonnie (Tiphaine Daviot) (récurrente depuis S08)         | Bonnie (Tiphaine Daviot) (récurrente depuis S08)         | Bonnie (Tiphaine Daviot) (récurrente depuis S08)         |  |  | Sébastien Le Kervelec (Benoît Moret) (récurrent S02 à S07 puis principal depuis S08) | Sébastien Le Kervelec (Benoît Moret) (récurrent S02 à S07 puis principal depuis S08) | Sébastien Le Kervelec (Benoît Moret) (récurrent S02 à S07 puis principal depuis S08) | Sébastien Le Kervelec (Benoît Moret) (récurrent S02 à S07 puis principal depuis S08) | Sébastien Le Kervelec (Benoît Moret) (récurrent S02 à S07 puis principal depuis S08) | Sébastien Le Kervelec (Benoît Moret) (récurrent S02 à S07 puis principal depuis S08) |  |  | Yvan Pouilloux (Jordy Serras : récurrent S01) (Yvan Le Bolloc'h : récurrent depuis S05) | Yvan Pouilloux (Jordy Serras : récurrent S01) (Yvan Le Bolloc'h : récurrent depuis S05) | Yvan Pouilloux (Jordy Serras : récurrent S01) (Yvan Le Bolloc'h : récurrent depuis S05) | Yvan Pouilloux (Jordy Serras : récurrent S01) (Yvan Le Bolloc'h : récurrent depuis S05) | Yvan Pouilloux (Jordy Serras : récurrent S01) (Yvan Le Bolloc'h : récurrent depuis S05) | Yvan Pouilloux (Jordy Serras : récurrent S01) (Yvan Le Bolloc'h : récurrent depuis S05) |                                                                                       |                                                                                       |                                                              |                                                              |                          |                          | Marjorie Le Kervelec (Jeanne Savary)        | Marjorie Le Kervelec (Jeanne Savary)        | Marjorie Le Kervelec (Jeanne Savary)        | Marjorie Le Kervelec (Jeanne Savary)        | Marjorie Le Kervelec (Jeanne Savary)        | Marjorie Le Kervelec (Jeanne Savary)        |                                   |                                   |                          |                          | Jean-Pierre Escourou (Olivier Mag) (récurrent S01 à S07 puis principal depuis S08) | Jean-Pierre Escourou (Olivier Mag) (récurrent S01 à S07 puis principal depuis S08) | Jean-Pierre Escourou (Olivier Mag) (récurrent S01 à S07 puis principal depuis S08) | Jean-Pierre Escourou (Olivier Mag) (récurrent S01 à S07 puis principal depuis S08) | Jean-Pierre Escourou (Olivier Mag) (récurrent S01 à S07 puis principal depuis S08) | Jean-Pierre Escourou (Olivier Mag) (récurrent S01 à S07 puis principal depuis S08) |                          |                          | | | Kader Ben Gazaouira (Tarek Boudali) (S01 à S07)                                                                           | Kader Ben Gazaouira (Tarek Boudali) (S01 à S07)                                                                           | Kader Ben Gazaouira (Tarek Boudali) (S01 à S07)                                                                           | Kader Ben Gazaouira (Tarek Boudali) (S01 à S07)                                                                           | Kader Ben Gazaouira (Tarek Boudali) (S01 à S07) | Kader Ben Gazaouira (Tarek Boudali) (S01 à S07) | | | | | | | Roxane Le Kervelec (Charlie Bruneau)              | Roxane Le Kervelec (Charlie Bruneau)              | Roxane Le Kervelec (Charlie Bruneau) | Roxane Le Kervelec (Charlie Bruneau) | Roxane Le Kervelec (Charlie Bruneau) | Roxane Le Kervelec (Charlie Bruneau) | | |                                            |                                            | Milo (Gérémy Crédeville) (récurrent S10 puis principal depuis S11) | Milo (Gérémy Crédeville) (récurrent S10 puis principal depuis S11) | Milo (Gérémy Crédeville) (récurrent S10 puis principal depuis S11) | Milo (Gérémy Crédeville) (récurrent S10 puis principal depuis S11) | Milo (Gérémy Crédeville) (récurrent S10 puis principal depuis S11) | Milo (Gérémy Crédeville) (récurrent S10 puis principal depuis S11) |
|                                                          |                                                          |                                                          |                                                          |                                                          |                                                          |  |  |                                                                                      |                                                                                      |                                                                                      |                                                                                      |                                                                                      |                                                                                      |  |  |                                                                                         |                                                                                         |                                                                                         |                                                                                         |                                                                                         |                                                                                         |                                                                                       |                                                                                       |                                                              |                                                              |                          |                          |                                             |                                             |                                             |                                             |                                             |                                             |                                   |                                   |                          |                          |                                                                                    |                                                                                    |                                                                                    |                                                                                    |                                                                                    |                                                                                    |                          |                          | | | | | | |                                                 |                                                 | | | | | | |                                                   |                                                   | | | | | | |                                            |                                            |                                                                    |                                                                    |                                                                    |                                                                    |                                                                    |                                                                    |
|                                                          |                                                          |                                                          |                                                          |                                                          |                                                          |  |  |                                                                                      |                                                                                      |                                                                                      |                                                                                      |                                                                                      |                                                                                      |  |  |                                                                                         |                                                                                         |                                                                                         |                                                                                         |                                                                                         |                                                                                         |                                                                                       |                                                                                       |                                                              |                                                              |                          |                          |                                             |                                             |                                             |                                             |                                             |                                             |                                   |                                   |                          |                          |                                                                                    |                                                                                    |                                                                                    |                                                                                    |                                                                                    |                                                                                    |                          |                          | | | | | | |                                                 |                                                 | | | | | | |                                                   |                                                   | | | | | | |                                            |                                            |                                                                    |                                                                    |                                                                    |                                                                    |                                                                    |                                                                    |
|                                                          |                                                          |                                                          |                                                          |                                                          |                                                          |  |  |                                                                                      |                                                                                      |                                                                                      |                                                                                      |                                                                                      |                                                                                      |  |  | Antoine Pouilloux-Le Kervelec (Axel Huet)                                               | Antoine Pouilloux-Le Kervelec (Axel Huet)                                               | Antoine Pouilloux-Le Kervelec (Axel Huet)                                               | Antoine Pouilloux-Le Kervelec (Axel Huet)                                               | Antoine Pouilloux-Le Kervelec (Axel Huet)                                               | Antoine Pouilloux-Le Kervelec (Axel Huet)                                               |                                                                                       |                                                                                       |                                                              |                                                              |                          |                          | Chloé Pouilloux-Le Kervelec (Lucie Bourdeu) | Chloé Pouilloux-Le Kervelec (Lucie Bourdeu) | Chloé Pouilloux-Le Kervelec (Lucie Bourdeu) | Chloé Pouilloux-Le Kervelec (Lucie Bourdeu) | Chloé Pouilloux-Le Kervelec (Lucie Bourdeu) | Chloé Pouilloux-Le Kervelec (Lucie Bourdeu) |                                   |                                   |                          |                          | Gaspard Escourou (Calixte Broisin) (récurrent S09 puis principal depuis S10)       | Gaspard Escourou (Calixte Broisin) (récurrent S09 puis principal depuis S10)       | Gaspard Escourou (Calixte Broisin) (récurrent S09 puis principal depuis S10)       | Gaspard Escourou (Calixte Broisin) (récurrent S09 puis principal depuis S10)       | Gaspard Escourou (Calixte Broisin) (récurrent S09 puis principal depuis S10)       | Gaspard Escourou (Calixte Broisin) (récurrent S09 puis principal depuis S10)       |                          |                          | Annabelle Escourou (Billie Boiseau : récurrente S03 à S05) (Antoinette Giret : récurrente S09 puis principale depuis S10) | Annabelle Escourou (Billie Boiseau : récurrente S03 à S05) (Antoinette Giret : récurrente S09 puis principale depuis S10) | Annabelle Escourou (Billie Boiseau : récurrente S03 à S05) (Antoinette Giret : récurrente S09 puis principale depuis S10) | Annabelle Escourou (Billie Boiseau : récurrente S03 à S05) (Antoinette Giret : récurrente S09 puis principale depuis S10) | Annabelle Escourou (Billie Boiseau : récurrente S03 à S05) (Antoinette Giret : récurrente S09 puis principale depuis S10) | Annabelle Escourou (Billie Boiseau : récurrente S03 à S05) (Antoinette Giret : récurrente S09 puis principale depuis S10) |                                                 |                                                 | Hugo Ben Gazaouira-Le Kervelec (Ylian Kebbi : S01 à S03) (Noah Szabo : S04 à S07) (Anzo DagDad : S08 à S10) (Mady Meftah depuis S11) | Hugo Ben Gazaouira-Le Kervelec (Ylian Kebbi : S01 à S03) (Noah Szabo : S04 à S07) (Anzo DagDad : S08 à S10) (Mady Meftah depuis S11) | Hugo Ben Gazaouira-Le Kervelec (Ylian Kebbi : S01 à S03) (Noah Szabo : S04 à S07) (Anzo DagDad : S08 à S10) (Mady Meftah depuis S11) | Hugo Ben Gazaouira-Le Kervelec (Ylian Kebbi : S01 à S03) (Noah Szabo : S04 à S07) (Anzo DagDad : S08 à S10) (Mady Meftah depuis S11) | Hugo Ben Gazaouira-Le Kervelec (Ylian Kebbi : S01 à S03) (Noah Szabo : S04 à S07) (Anzo DagDad : S08 à S10) (Mady Meftah depuis S11) | Hugo Ben Gazaouira-Le Kervelec (Ylian Kebbi : S01 à S03) (Noah Szabo : S04 à S07) (Anzo DagDad : S08 à S10) (Mady Meftah depuis S11) |                                                   |                                                   | Diego Ben Gazaouira-Le Kervelec (Yanis Kebbi : S01 à S03) (Tom Szabo : S04 à S07) (Ayrwan DagDad : S08 à S10) (Sohel Meftah depuis S11) | Diego Ben Gazaouira-Le Kervelec (Yanis Kebbi : S01 à S03) (Tom Szabo : S04 à S07) (Ayrwan DagDad : S08 à S10) (Sohel Meftah depuis S11) | Diego Ben Gazaouira-Le Kervelec (Yanis Kebbi : S01 à S03) (Tom Szabo : S04 à S07) (Ayrwan DagDad : S08 à S10) (Sohel Meftah depuis S11) | Diego Ben Gazaouira-Le Kervelec (Yanis Kebbi : S01 à S03) (Tom Szabo : S04 à S07) (Ayrwan DagDad : S08 à S10) (Sohel Meftah depuis S11) | Diego Ben Gazaouira-Le Kervelec (Yanis Kebbi : S01 à S03) (Tom Szabo : S04 à S07) (Ayrwan DagDad : S08 à S10) (Sohel Meftah depuis S11) | Diego Ben Gazaouira-Le Kervelec (Yanis Kebbi : S01 à S03) (Tom Szabo : S04 à S07) (Ayrwan DagDad : S08 à S10) (Sohel Meftah depuis S11) |                                            |                                            |                                                                    |                                                                    |                                                                    |                                                                    |                                                                    |                                                                    |

### Acteurs secondaires
Famille, amis, petit(e)s-ami(e)s, voisins, relations professionnelles, bénévolat, autres

#### Jacques et Brigitte
|                            | Jacques                                                                    | Brigitte |
| -------------------------- | -------------------------------------------------------------------------- | --- |
| Famille                    |                                                                            | |
| Amis                       | - Christian Baltauss : un ami de Jacques, également pêcheur                | |
| Voisins                    | - Marie Arnaudy : Catherine, une voisine de Jacques et Brigitte (saison 6) | - Marie Arnaudy : Catherine, une voisine de Jacques et Brigitte (saison 6)                                                                                        |
| Relations professionnelles |                                                                            | - Maud Le Guénédal : Clémentine, la fleuriste et patronne de Brigitte (saisons 6 et 7)                                                                            |
| Bénévolat                  |                                                                            | - Armelle : Églantine, une ex-détenue dont s'occupe Brigitte (saisons 9 et 10) - [Actrice indéterminée] : Fiona, une ex-détenue dont s'occupe Brigitte (saison 9) |
| Autres                     | - Nora Hamzawi : Sarah, la femme de ménage (saison 2)                      | - Nora Hamzawi : Sarah, la femme de ménage (saison 2) |

#### Marjorie, Yvan et Jean-Pierre
|                            | Marjorie | Yvan                                               | Jean-Pierre |
| -------------------------- | --- | -------------------------------------------------- | --- |
| Famille                    | | - Audrey Garcia : Natacha, la seconde femme d'Yvan | - Henri Guybet : Bernard, le père de Jean-Pierre (primes 6 , 7, 9 et 10) - Chantal Neuwirth : Evelyne, la mère de Jean-Pierre (primes 6 , 7, 9 et 10) - Gigi Ledron : Catherine, l'ex-femme de Jean-Pierre et mère de Gaspard et Annabelle (depuis saison 10) |
| Amis                       | - Olivier Charasson : Éric, une connaissance de Marjorie |                                                    | |
| Petit(e)s-ami(e)s          | - Nicolas Woirion : Jeff, le collègue de Marjorie, avec qui elle a déjà passé la nuit (saisons 1 et 2) - Sacha Petronijevic : Olivier Chambon, le petit-ami de Marjorie, et le proviseur du lycée de Chloé et Antoine (saisons 6 à 8) |                                                    | |
| Voisins                    | |                                                    | |
| Relations professionnelles | - Nadia Fossier : Carole, une collègue de Marjorie (saisons 2 et 3) - Philippe Valmont : un patient de la clinique de Marjorie |                                                    | |
| Autres                     | |                                                    | |

#### Roxane et Kader
|                            | Roxane | Kader |
| -------------------------- | --- | --- |
| Famille                    | | - Husky Kihal : Youssef Ben Gazaouira, le père de Kader et ami de Jacques (saisons 2 à 5) - Farida Rahouadj : Rachida Ben Gazaouira, la mère de Kader (saisons 1 à 6) |
| Amis                       | - Alban Lenoir : un ami de Roxane et Kader (saisons 3 à 4) | - Alban Lenoir : un ami de Roxane et Kader (saisons 3 à 4) |
| Amis                       | - Sandra Valentin : Hélène, une amie de Roxane (saison 5) - Guillaume Clérice : Jérémie, "co-parent" de Roxane à la crèche (saison 5 à 8) | - Sébastien Pierre : Lionel, le collègue et ami de Kader (depuis saison 5)                                                                                            |
| Petit(e)s-ami(e)s          | - Gérémy Crédeville : Milo, le traiteur italien et le petit-ami de Roxane (depuis saison 10) | |
| Voisins                    | - Julia Burgun : Fanny, voisine de Roxane et Kader, qui a une relation avec Seb (saisons 4 à 5) | - Julia Burgun : Fanny, voisine de Roxane et Kader, qui a une relation avec Seb (saisons 4 à 5)                                                                       |
| Voisins                    | - Rodolphe Sand : Romuald, le voisin gay de Roxane (saisons 8 à 10) - Yann Sundberg : Marc, un nouveau voisin de Roxane (saison 9) | |
| Relations professionnelles | | - Sébastien Pierre : Lionel, le collègue et ami de Kader (depuis saison 5)                                                                                            |
| Autres                     | - Philippine Watelet : la baby-sitter d'Hugo et Diego - Marc Larnaudie : Docteur Fosset, le médecin de la famille (saison 2) - François Bureloup : Gérard, l'entrepreneur chargé des travaux dans l'appartement après le dégât des eaux (saison 10) | |

#### Antoine, Chloé, Annabelle et Pupuce
|                            | Antoine | Chloé | Annabelle                                                                                            | Pupuce |
| -------------------------- | --- | --- | --- | --- |
| Famille                    | -- | -- | - Gigi Ledron : Catherine, la mère d'Annabelle (depuis saison 10)                                    | NC |
| Amis                       | - Yoli Fuller : Fabian, le meilleur ami d'Antoine (saisons 1 à 7) - Belek Abdelmalek : Ibrahim, l'ami d'Antoine, et amoureux de Chloé, qui est prêt à tout pour qu'elle sorte avec lui (saisons 1 à 3) - Jim Schachmes : Jean-David, l'ami d'Antoine quand celui-ci est seul, qualifié d'ami « remplaçant » (saisons 2 à 5) | - Margaux Rossi: Charlotte, la meilleure amie de Chloé (saisons 1 à 8 et depuis S10) - Myriam Bourguignon : Priscillia, une amie de Chloé et Charlotte (saison 1) - Jessica Namyas (saison 1) puis Hermine Dos Santos (saisons 3 à 5) : Julie, l'amie de Chloé (saisons 1 à 5) - Manon Tournier : Sabrina, une amie de Chloé et Charlotte (saison 2) - Dorcas Coppin : Linda, une amie de Chloé (saisons 3 et 4) - Sophie Chen : Clémence, une amie de Chloé (saison 4) - Manon Gilbert : Sarah, une amie de Chloé (saison 4) | --                                                                                                   | NC |
| Petit(e)s-ami(e)s          | - Lou Bonetti : Émilie, la petite-amie d'Antoine (saison 8 + primes 6 et 7) - Margaux Rossi: Charlotte, la petite-amie d'Antoine (depuis saison 10) | - Ylane Duparc: Nathan, le petit-ami de Chloé (saisons 4 à 6) | - David Voinson : Thibault, le petit-ami d'Annabelle (saison 10)                                     | NC |
| Voisins                    | - Jordi Le Bolloc'h : Dimitri, un voisin d'Antoine et Chloé qui habite chez sa tante (saisons 2 à 4) | - Jordi Le Bolloc'h : Dimitri, un voisin d'Antoine et Chloé qui habite chez sa tante (saisons 2 à 4) | - Jordi Le Bolloc'h : Dimitri, un voisin d'Antoine et Chloé qui habite chez sa tante (saisons 2 à 4) | - Jordi Le Bolloc'h : Dimitri, un voisin d'Antoine et Chloé qui habite chez sa tante (saisons 2 à 4)            |
| Scolarité                  | -- | - Arthur Choisnet : un étudiant en médecine avec lequel Chloé révise et fait des expériences médicales (saisons 6 à 9) | --                                                                                                   | NC |
| Relations professionnelles | - Florence Fauquet : Adrienne, la cuisinière et collègue d’Antoine (saison 6 et 7) - Sébastien Pierre : Lionel, le comptable puis remplaçant d'Antoine au food-truck (depuis la saison 9) | NC | NC                                                                                                   | NC |
| Autres                     | - Charlotte Campana : Déborah, le grand amour d'Antoine - Marius Blivet : Samuel, un jeune garçon auquel Antoine donne des cours, et qui est amoureux de Chloé (saison 5 à 7) - Lou Gala : Thelma, la muse qui inspire Antoine (saison 10)                                                                                  | - Camille Landru Girardet : Renaud, un amoureux de Chloé (saisons 1 et 2) - Emmanuel Donzella : Bruno Mageant, le professeur de guitare de Chloé (saisons 3 à 6) | --                                                                                                   | - Sébastien Castro : Gérald, le vétérinaire de Pupuce (saisons 1 à 7) - Stéphane Hohn : l'éthologue pour Pupuce |

## Description des personnages principaux et personnages associés

### Fernand, Tata Andrée, Tonton Maurice et Tata Lucienne: les arrières-grands-parents et arrières-grands-oncles et tantes

#### Présentation
Fernand, dit Pépé, est le père de Brigitte et est âgé de 85 ans. Il apparaît pour la première fois dans la saison 2. Il habite dans une maison de retraite et se trouve souvent chez sa fille. Il apprécie parfois saper l'autorité de Jacques, surtout devant Kader. Il a un faible pour les boissons alcoolisées. Antoine et lui sont très proches et complices.
Présent de la saison 2 à 4, l'acteur Bernard Chéron, né le 6 juillet 1931, est mort le 22 septembre 2017 à 86 ans,. Il révèle lors d'une interview en juin 2017 qu’il a été débarqué contre son gré de la série En famille après la saison 4 (saison où sa présence était d'ailleurs nettement inférieure aux deux premières).
Tata Andrée, la sœur de Fernand, est une vieille tante riche et ennuyeuse pour tous les membres de la famille. Le personnage n'est présent que durant la saison 3 à la suite de la mort de l'actrice.
Tonton Maurice est l'oncle de Brigitte ; c'est un vieillard cynique retraité de la mine qui est présent pendant la saison 5. On sait peu de choses à son sujet mais il semble bien qu'il n'a pas la même affinité avec Antoine comme l'a Pépé. Il aime raconter des histoires et râle souvent pour pas grand-chose.
Tata Lucienne est la tante de Jacques qui apparaît à partir de la saison 7. Dès que quelqu'un se plaint, elle dit toujours avoir vu pire au cours de sa vie. Forte de caractère, elle rouspète très souvent et profite de son statut d'aînée pour malmener un peu tout le monde, mais surtout Jacques. Elle passe ses journées à astiquer divers objets peu rassurants comme des pièges à souris ou des cages. Lucienne cherche un homme avec qui passer le reste de sa vie et, pour cela, s'inscrit sur un site de rencontres. Elle rencontre enfin celui qu'elle cherche, René, en saison 10,. Elle organise son mariage avec ce dernier dans la saison 12,,,.

#### Personnages associés
Classement des personnages associés par ordre chronologique de passage
- Tata Lucienne :
  - René est son compagnon depuis la saison 10. Ils décident de se marier dans la saison 12[21],[22],[23],[24],[25],[26].

### Jacques et Brigitte: les grands-parents

#### Présentation
Jacques, 65 ans puis 70 ans, est un passionné de pêche qu'il pratique souvent. C'est un retraité du BTP (il a notamment conçu des ponts en Afrique), assez bon bricoleur et fier de ses racines bretonnes. Parce que trop gourmand, il doit régulièrement suivre des régimes, ce qu'il essaie d'éviter. Il apprécie la solitude et la tranquillité, bien installé dans son fauteuil attitré. La vie de famille est parfois rude pour lui. C'est la figure d'autorité de la famille. Il apprécie Kader et aime beaucoup jouer avec les jumeaux mais il ne souhaite pas qu'on le sache. Avec Chloé, il joue souvent aux échecs et se documente sur la généalogie des Le Kervelec. Il aime également construire des maquettes de bateaux. Il commence à être victime d'arnaques ciblant les personnes âgées, ce qui l'attriste grandement. Jacques acquiert de plus en plus une mentalité prônant l'autosuffisance et l'écologie en évitant au maximum le gâchis, en recyclant les déchets, en élevant des poules et en passant beaucoup de temps dans son potager, avec parfois pour conséquence de délaisser un peu Brigitte. Tous deux sont cependant restés fous amoureux l'un de l'autre. Il devient actionnaire du food-truck d'Antoine et Sébastien en saison 9. Dans la saison 10, il s'inscrit sur une application pour faire profiter de son talent de bricoleur à ses voisins.
Brigitte, 62 ans puis 71 ans, n'a jamais été une mère modèle et a souvent été absente durant l'enfance de ses filles à cause des nombreux voyages qu'elle a entrepris tout autour du monde. Très désinhibée, elle est facilement séduite par les hommes et a connu un certain nombre d'aventures, parfois aussi avec des femmes. C'est une ancienne fumeuse qui replonge facilement en cherchant des excuses, et elle est également un peu kleptomane. Elle a aussi un grand intérêt pour les nouvelles passions, dont le yoga ou la divination. Elle tient une ligne téléphonique de voyance sous le pseudonyme de Belle de cristal. Quand elle se dispute avec Jacques, elle quitte la maison pour passer la nuit chez une de ses filles, au grand dam de celles-ci. Brigitte ne souhaite pas fêter ses anniversaires ni les fêtes des mères et souhaite toujours faire jeune : elle ne supporte pas que ses petits-enfants l'appellent « mamie » ou « grand-mère », à tel point que certains membres de la famille parlent d'un « déni de vieillesse » ; bien qu'elle vieillisse tout de même, elle a conservé quelques traits de caractère de sa période soixante-huitarde et continue d'entretenir la flamme avec Jacques. Brigitte est quelqu'un de très ouvert d'esprit et de très franc, mais elle ment et joue très bien la comédie quand cela est nécessaire. Ses petits-enfants peuvent compter sur elle quand il s'agit de les couvrir quand ils font des bêtises ou quand ils désobéissent à leur mère. Elle n'a jamais travaillé jusqu'à maintenant : son emploi de fleuriste nouvellement obtenu lui fait donc découvrir le monde du travail, avec toutes ses contraintes. Depuis la saison 8, elle est inscrite à la faculté de psychologie et est devenue visiteuse de prison. Dans la saison 10, elle aménage la cabane du jardin en Love Chalet, une chambre d'hôtes,. Elle lance un podcast érotique, Amours et confidences dans la saison 11,.

#### Personnages associés
Classement des personnages associés par ordre chronologique de passage
- Jacques :
  - Tonton Jean, qui est présent lors des saisons 5 et 6, est le frère aîné de Jacques ; lui aussi aime raconter des histoires. Comme Antoine le fait avec Chloé, Jean taquine son cadet.
  - Yann, est le cousin de Jean et Jacques Le Kervelec présent en saisons 4 et 6.
  - Monsieur Genteuil est un réparateur professionnel qui n'apprécie pas la concurrence de Jacques depuis que ce dernier est inscrit sur une application de bricolage depuis la saison 10.
- Brigitte :
  - Françoise, la sœur de Brigitte, est mentionnée dans les saisons précédentes mais finit par apparaître à partir de la saison 3. Toutes les deux aiment se lancer des piques au sujet de leur âge, essayant de voir laquelle « se dégrade » plus vite que l'autre.
  - Clémentine est la fleuriste, patronne de Brigitte dans les saisons 6 et 7. Toutes deux s'entendent très bien mais Brigitte, qui n'a jamais travaillé jusqu'à maintenant, lui en fait parfois voir de toutes les couleurs[18].
  - Francine est l'amie de Brigitte depuis bien longtemps : elles ont fait mai 68 ensemble et partagent le même caractère. Elle apparaît de la saison 8 à la saison 10.
  - Églantine est une ex-détenue que Brigitte aide à réinsérer dans les saisons 9 et 10.
  - Fiona est aussi une ex-détenue que Brigitte aide à réinsérer dans la saison 9.
- Couple :
  - Anne-Marie Lallemand est la voisine de Jacques et Brigitte ; cette dernière ne la supporte pas et veut tout faire pour la surpasser. Elle est régulièrement mentionnée mais n'apparaît pas à l'écran, excepté durant l'épisode spécial La Course.
  - Catherine est la nouvelle voisine de Jacques et Brigitte. Elle apparaît durant la saison 6 ; elle est du même âge qu'eux. Elle aussi est passionnée de jardinage : elle s'entend donc très bien avec Jacques. Elle utilise souvent des phrases dans lesquelles on peut percevoir un double-sens très ambigu : Brigitte pense qu'elle veut séduire Jacques (ce qui la rend très jalouse) mais elle semble aussi s'adresser à elle en même temps.
  - Paul Lebrun est un ancien amour de jeunesse de Brigitte qui ressurgit dans la saison 12. Jacques, jaloux, va se faire aider de Jean-Pierre et Milo pour reconquérir son épouse[21],[22],[23],[24].
  - Sylvain Hicks est un facteur déprimé, incarné par Baptiste Lecaplain, en poste dans le quartier de Jacques et Brigitte. Il apparaît dans la saison 12. Brigitte lui donne des conseils car sa compagne vient de le laisser tomber[31],[26].

### Marjorie, Yvan et Jean-Pierre / Roxane et Kader: les parents

#### Présentation
Marjorie, 42 ans puis 47 ans, est la fille aînée. Elle travaille comme infirmière dans une clinique de sport. Elle a divorcé il y a quatre ans d'Yvan après 15 ans de vie commune et a toujours du mal à le digérer. Elle souhaite refaire sa vie avec un nouvel homme. Ayant le sentiment d'avoir raté sa vie, elle est parfois déprimée ou à fleur de peau. Elle souhaite affirmer son autorité auprès de ses enfants adolescents. Marjorie aime faire des crêpes pour remonter le moral de ses proches ou alors pour penser à autre chose quand elle est contrariée ; mis à part ce plat-là, elle est plutôt connue pour être mauvaise cuisinière et servir beaucoup de surgelés à ses enfants. Enfin, elle se chamaille souvent avec sa sœur pour savoir qui est la préférée ; c'est d'ailleurs elle qui s'en est beaucoup occupée, Brigitte ayant été très souvent absente. On apprend également que, adolescente, ce n'était pas la dernière pour faire des bêtises et ses parents ou sa sœur lui rappellent souvent devant ses enfants. Elle finit par retrouver un nouveau compagnon : Olivier, le proviseur du lycée de Antoine et Chloé ; elle se pose parfois des questions sur son nouveau couple. Elle quitte Olivier entre la saison 7 et la saison 8 et se met secrètement en couple avec Jean-Pierre. Leur relation est ensuite révélée au reste de la famille qui s'en trouve ravi. Tous deux se marient durant le prime éponyme. Dans la saison 11, elle est promue "infirmière en chef" (cadre de santé) et étale ses conseils, à la limite du supportable,.
Yvan est l'ancien mari de Marjorie, travaillant dans l'immobilier. Il a parfois été indiqué que Jacques a beaucoup plus d'affection pour lui que pour Kader. Il apparaît plusieurs fois dans la saison 1 et ne revient ensuite qu'à partir de la saison 5 ; entre-temps, il est seulement mentionné. Yvan est loin d'être un compagnon fidèle. Marjorie se dispute souvent avec lui quand il oublie (sûrement volontairement) de verser la pension : pour s'en sortir, il invente de fausses excuses ou essaie de l'attendrir en lui rappelant les bons moments qu'ils avaient passés quand ils étaient encore mariés. L'éducation de ses enfants n'est pas vraiment sa priorité. Il se dispute souvent avec sa nouvelle compagne, Natacha, et essaie parfois de s'incruster chez Marjorie quand il a été mis dehors. Il finit par se séparer de Natacha. Il annonce devenir de nouveau papa d'un troisième enfant dans la saison 12 et propose à Jean-Pierre d'en devenir le parrain,,.
Jean-Pierre, 45 ans, est l'entraîneur de rugby d'Antoine. Marjorie en est très amoureuse et lui a également les mêmes sentiments pour elle ; cependant aucun n'est vraiment capable de les exprimer tant ils sont maladroits et gaffeurs, ce qui donne lieu à des scènes avec de nombreux quiproquos. Ils se sont inscrits tous les deux à des cours de tango et s'y rendent ensemble. Il se rapproche de plus en plus de Jacques et va souvent à la pêche avec lui. Il est également choisi par Marjorie et Roxane pour les préparer et les entraîner à la course des Amazones. Quand Marjorie était en couple avec Olivier, il se sentait délaissé et essayait de tout faire pour lui plaire. Il a fini par trouver une nouvelle compagne : Jeanne-Marie, collègue de Marjorie, mais il semble qu'il ait beaucoup cherché en cette nouvelle compagne des similitudes avec Marjorie. Il finit par la quitter entre la saison 7 et la saison 8, ce qui amène de nouveau à la situation initiale avec Marjorie. Tous deux se mettent secrètement en couple au début de la saison 8, puis leur relation est révélée au reste de la famille qui s'en trouve ravi. Jean-Pierre emménage chez Marjorie avec ses deux enfants, Annabelle et Gaspard, dans la saison 9, et ils se marient dans le prime éponyme. Il finit par devenir président du club de rugby et essaie de passer le concours pour entraîner des joueurs professionnels.
Roxane, 27 ans puis 32 ans, est la fille cadette. Elle est très organisée, voire maniaque. Elle dispose d'une volonté de tout contrôler, notamment dans sa vie familiale. Râleuse, têtue, susceptible, jalouse, compétitive, mauvaise joueuse et voulant toujours avoir raison, elle est souvent au bord de la crise de nerfs et monte facilement dans les tours. Elle travaille comme organisatrice de voyages et souhaite monter sa propre agence. Roxane a un caractère bien trempé et est très accro aux achats sur internet. Elle décide de son plein gré d'apprendre l'arabe pour faire plaisir à la famille de Kader. À partir de la saison 6, Roxane travaille désormais chez elle pour son agence Fly me away. On apprend dans la saison 8 qu'elle a fait faillite et qu'elle est de nouveau employée, mais cette fois dans l’événementiel. Au fil du temps, elle finit par se rendre compte qu'elle partage beaucoup plus qu'elle ne le pense avec sa mère quant à son caractère, surtout en ce qui concerne le fait de mentir. Kader est le seul homme duquel elle a été amoureuse : quand sa mère ou sa sœur le lui font remarquer, il lui arrive parfois de douter ou de regretter de ne pas avoir eu d'autres expériences. Le séjour professionnel de Kader en Nouvelle-Zélande lui apprend à revivre seule avec ses enfants (et avec son cousin Seb). Elle se sépare de Kader dans Au bout de leurs rêves, s'inscrit sur un site de rencontres et reprend un poste dans une agence de voyages. À cause d'un dégât des eaux, elle est contrainte de retourner vivre temporairement chez ses parents dans la saison 10 et va retrouver un nouveau compagnon, Milo. En parallèle, elle effectue un bilan de compétences pour retrouver un nouvel emploi,,. Dans la saison 11, elle occupe un poste dans une association culturelle de la mairie,. Heureuse avec Milo, elle aimerait avoir avec lui un troisième enfant et souhaite qu'il emménage avec elle,,,.
Kader, 28 ans puis 33 ans, est le compagnon de Roxane (ils ne sont pas mariés) depuis le lycée. Ensemble, ils ont des jumeaux, Hugo et Diego. Kader est resté un grand adolescent. Il a un sens de l'humour assez personnel, fait des tours de magie et imite facilement les animaux. Après la naissance des jumeaux, il essaie de repimenter sa vie de couple avec Roxane. Il est très maladroit et a un grand talent pour la gaffe : le bricolage n'est donc pas son domaine, contrairement à Jacques. D'ailleurs, il essaie de tout faire pour plaire à ce dernier. Il s'entend très bien avec Marjorie, avec qui il partage un certain émerveillement devant des choses futiles. Son métier consiste en la vente d'assurances. Enfin, il semblerait qu'il ait peur de Pupuce. Lui et Roxane traversent une période difficile financièrement et essaient donc de s'en sortir ; durant la saison 6, ces soucis d'argent sont réglés. Lui et son copain Lionel agacent souvent Roxane avec leurs blagues stupides. Avec l'arrivée d'Olivier, Kader se sent beaucoup plus en confiance avec son beau-père. Il est entièrement absent à partir de la saison 8 car en déplacement professionnel en Nouvelle-Zélande, mais il est toujours régulièrement mentionné. Lui et Roxane se séparent dans Au bout de leurs rêves.

#### Personnages associés
Classement des personnages associés par ordre chronologique de passage
- Marjorie :
  - Le docteur Degrise est un médecin travaillant dans la même clinique que Marjorie. Assez vieux et apparemment pas très désirable, il lui a tout de même proposé plusieurs fois de se mettre en couple, voire de se marier. Il est mentionné durant les saisons 1 et 7 uniquement.
  - Olivier est le nouveau compagnon de Marjorie qui arrive pendant la saison 6. Petit bémol : c'est également le proviseur du lycée d'Antoine et Chloé[37] : il tient donc un double rôle de prof sévère, mais aussi de beau-père sympathique qui souhaite s'intégrer. Il est le nouveau gendre de Jacques et ne connaît pas encore toutes ses habitudes, ce qui fait de Kader le gendre expérimenté. Passionné d'ornithologie et plus généralement très cultivé, il ennuie souvent le reste de la famille sans s'en rendre compte (certains d'entre eux souhaitent même la séparation). Marjorie et lui se séparent entre la saison 7 et la saison 8, mais il apparaît encore de temps à autre.
  - Jeanne-Marie est une collègue de Marjorie avec qui Jean-Pierre est en couple durant la saison 7[34].
- Yvan :
  - Natacha est une femme de 30 ans qui sort désormais avec Yvan, l'ex-mari de Marjorie. Elle travaille comme hôtesse de l'air. Elle apparaît pour la première fois dans la saison 5 alors qu'elle n'était que mentionnée durant les saisons précédentes. Marjorie en est très jalouse et en veut à Yvan de l'avoir remplacée de la sorte. Ils finissent par se séparer.
- Jean-Pierre :
  - Jeanne-Marie est une collègue de Marjorie avec qui Jean-Pierre est en couple durant la saison 7[34].
  - Jean-Hugues Olivier est le rival de Jean-Pierre mentionné dans les saisons 11 et 12. Il est président du 2e club de rugby de la ville[29].
  - Thomas est le fils de Jean-Pierre, il apparait une fois en saison 1 (acteur non crédité), il est mentionné en saison 8.
  - Catherine, dite Cathy, est l'ex-femme de Jean-Pierre qui apparaît à partir de la saison 10. Elle est psychiatre et sexologue et impose de par son caractère. Marjorie voit en elle une rivale[19].
- Roxane :
  - Hélène est une très bonne amie de Roxane ; cette dernière est très friande de ses histoires amoureuses. Elle rencontre ensuite Jérémie[34] avec qui elle forme un couple très passionnel. Roxane et Kader s'imposent une compétition avec eux, prêts à montrer que leur couple est le meilleur.
  - Célia est la patronne de Roxane mentionnée dans la saison 8. Elle tient Céliagency, une entreprise d'événementiel. C'est une jeune femme qui a très bien réussi dans la vie et dont Roxane est assez jalouse.
  - Romuald est le nouveau voisin de Roxane qui deviendra très vite son ami dans les saisons 8 à 10. Il a l'air de très bien s'entendre avec le reste de la famille également. Il est homosexuel.
  - Marc est un voisin de Roxane qui emménage en saison 9. Roxane tente de le séduire mais Romuald également[28].
  - Gérard est l'ouvrier chargé des travaux de réparation du dégât des eaux ayant lieu dans l'appartement de Roxane dans la saison 10.
  - Milo est le nouveau petit-ami de Roxane depuis la saison 10. Il est gérant d'une épicerie italienne[19],[36],[35]. Il n'est pas aussi intimidé par Jacques que l'était Kader et s'intègre bien au reste de la famille. Roxane souhaiterait avoir avec lui un troisième enfant[21],[22],[23],[24].
- Kader :
  - Rachida, la mère de Kader, tient constamment à avoir d'autres petits-enfants et à imposer son avis et sa présence ; de ce fait, elle peut apparaître envahissante et pénible pour Roxane. Présente de la saison 1 à 6.
  - Youssef, le père de Kader, est aussi maladroit et soumis que son fils. Il est parfois jaloux de l'affection que son fils porte à Jacques, avec qui il s'entend plutôt bien. Présent de la saison 2 à 5.
  - Lionel est un collègue et ami de Kader qui apparaît à partir de la saison 5. Tous deux s'entendent très bien : ils sont dotés du même sens de l'humour et se confient l'un à l'autre sur leur vie de famille. On apprend aussi de sa bouche que Kader est bien différent au travail quand il n'est pas avec Roxane. Après avoir rompu avec sa femme, il cherche en permanence un soutien auprès de Kader, ce qui peut s'avérer un peu lourd pour ce dernier. Lionel passe également quelquefois chez Jacques et Brigitte pour les aider dans leur comptabilité ; il fait de même avec Antoine et Seb pour leur food-truck. Il est même engagé au food-truck à partir de la saison 10.
- Roxane et Kader :
  - Fanny est la voisine de Roxane et Kader ; Seb et elle se voient régulièrement. Elle est quelquefois mentionnée et n'est apparue qu'une ou deux fois.
  - Jérémie, célibataire (veuf), est un co-parent délégué à la crèche où se trouve Ninon, sa fille, ainsi que les jumeaux de Roxane et Kader. Ce dernier en est très jaloux car il fait glousser Roxane ; il tente donc d'attirer l'attention de Roxane sur lui pour la détourner de Jérémie mais, en réalité, il ne fait que s'embourber. Jérémie apparaît à partir de la saison 5[33]. Il trouve une nouvelle compagne, Hélène, amie de Roxane, dans la saison 7.

### Antoine, Chloé, Hugo, Diego, Annabelle et Gaspard: les enfants / Pupuce: le chien

#### Présentation
Antoine, 17 ans puis 22 ans, est le fils de Marjorie. C'est un jeune homme plutôt lent, qui comprend tout après les autres. Il veut à la fois devenir un homme, et donc coucher enfin avec une fille, tout en continuant à se faire dorloter par sa mère. Antoine a un vrai talent pour le rugby, malgré ses mauvaises aptitudes ailleurs. Il envisage d'ailleurs un avenir professionnel dans ce sport. Il souhaiterait également posséder un scooter mais essuie à chaque fois le refus de sa mère. Il se chamaille souvent avec sa sœur mais, en réalité, tous deux s'aiment beaucoup. Il finit par se découvrir une passion pour la cuisine et est engagé en tant que cuisinier dans une brasserie. Devenu plus mûr au fil des saisons, il n'en reste pas moins parfois assez décalé. Du côté des amours, cela s'améliore aussi puisqu'il enchaîne les conquêtes. Dans la saison 8, il possède son propre studio (qui n'est autre que le garage de Marjorie) et doit apprendre à devenir indépendant. Il a aussi une petite amie prénommée Émilie (dont il se séparera dans Un si joyeux Noël) et a le projet de créer un food-truck avec Seb, ce qui aboutira dans Au bout de leurs rêves puis en saison 9. Dans la saison suivante, il créera sa chaîne de cuisine pour parents célibataires sur internet en plus d'assumer le poste de second dans un restaurant étoilé,. Il se met finalement en couple avec Charlotte, l'amie de Chloé. Un emménagement commun est en projet dans la saison 12 mais il a du mal à quitter son garage et Marjorie essaie de tout faire pour l'en dissuader,,,.
Chloé, 16 ans puis 21 ans, est la sœur d'Antoine. Elle est la plus mature de la famille, et se montre souvent manipulatrice (particulièrement avec son frère). Contrairement à son aîné, elle a de très bons résultats à l'école. Elle souhaite rapidement gagner son indépendance et cherche donc à obtenir de l'argent. Comme sa tante Roxane, Chloé fait preuve de pudeur dans ses sentiments. En pleine crise d'adolescence, elle est souvent très peu souriante. Elle est assez complice avec ses deux grands-parents. Enfin, sa mère et son frère ont un sens de l'humour et de la réflexion assez propre à eux deux et auquel elle a du mal à adhérer ; pour cette raison, elle a plusieurs fois pensé avoir été échangée à la maternité. Chloé prend des cours de guitare pour lesquels elle est plutôt douée ; elle passe également beaucoup de temps sur son ordinateur à jouer en ligne, à peindre ou à tourner des vidéos. Dans la saison 8, elle devient étudiante en fac de médecine mais abandonne en saison 10 à la suite d'un burn-out. On apprend aussi qu'elle est bisexuelle. Dans la saison 11, elle devient l'agent d'Annabelle ; elle manage également son frère dans la saison 12,,,.
Hugo et Diego, 5 mois puis 5 ans, sont les jumeaux de Roxane et Kader. Ils sont le sujet de petites disputes entre leurs parents : Roxane pense notamment que Kader n'arrive pas à les différencier, ce dernier voulant faire circoncire l'un d'entre eux pour que ça soit « équitable ». Ils sont souvent en difficulté quand il s'agit de les faire garder : Brigitte fait tout pour les éviter et, s'ils y parviennent, c'est souvent parce qu'ils ont payé un peu plus généreusement leur nièce Chloé. Les jumeaux amènent souvent leurs parents au bord de l'épuisement. Dans la saison 8, les jumeaux ont grandi et ont maintenant 5 ans. Dans la saison 12, ils ont désormais 9 ans.
Annabelle est la fille de Jean-Pierre, introduite dans la saison 3 jusqu'à la saison 5. Avec Antoine et Chloé, elle aime se moquer de la maladresse dont Jean-Pierre et Marjorie font preuve quand ils essaient d'avouer leurs sentiments l'un pour l'autre. Elle réapparaît dans la saison 9 (incarnée par une nouvelle actrice) avec son frère, Gaspard, quand elle suit son père  lorsque ce dernier emménage chez Marjorie. Annabelle est végan. Elle met à profit pour les autres membres de la famille sa connaissance des réseaux sociaux. Elle devient influenceuse dans la saison 11  et se met en couple avec Thibault, un garçon à la critique facile. Elle rêve de plus d'indépendance dans la saison 12 et s'installe donc chez lui, ce qui fait déprimer Jean-Pierre,,,.
Gaspard est le fils de Jean-Pierre qui apparaît dans la saison 9. Il a emménagé chez Marjorie avec son père et sa sœur. C'est un garçon très intelligent, plus mature que les jeunes de son âge. Il essaie parfois de rester à la page mais est assez maladroit pour cela. Gaspard partage avec Jacques le goût des bonnes choses.
Pupuce est le chien mastiff de Marjorie, Chloé et Antoine.

#### Personnages associés
Classement des personnages associés par ordre chronologique de passage
- Antoine :
  - Fabian est le meilleur ami d'Antoine. Dans la saison 1, il est l'intérêt amoureux de Chloé et se vante auprès d'Antoine d'avoir réussi à coucher avant lui. Son personnage change entièrement à partir de la saison 2, où il devient comme Antoine en partageant ses idées farfelues.
  - Ibrahim est le deuxième meilleur ami d'Antoine et a de grands sentiments pour Chloé. Chloé évite de lui dire qu'elle ne l'apprécie pas beaucoup pour ne pas être trop cruelle (mais dans l'épisode La Liste, elle avoue l'apprécier). La police l'arrête pour avoir dealé de la drogue devant une école maternelle.
  - Samuel est un jeune garçon sympathique premier de sa classe de CM1 qui apparaît à partir de la saison 5[33] ; Antoine l'aide à faire ses devoirs. Malgré le fait que tous les deux sont totalement opposés du point de vue des résultats scolaires, on peut percevoir entre eux une bonne complicité. Il est amoureux de Chloé et demande des conseils de séduction à Antoine qui ne sait pas qu'il est en fait question de sa sœur.
  - Adrienne est dans la saison 6 la collègue du restaurant d’Antoine avec qui il cuisine souvent pour tester de nouvelles recettes. Lui a l'air perturbé à ses côtés, probablement amoureux, mais cela ne donne pas l'impression d'une réciprocité[39].
  - Émilie Ducobic est la nouvelle petite amie d'Antoine à partir de la saison 8. Elle est plus âgée que lui, d'environ 10 ans, et Marjorie a peur qu'elle tombe enceinte. Elle est un peu étrange, avec une logique qui lui est propre, ce qui déroute parfois les Le Kervelec. Ils ne font que se séparer et se remettre ensemble. Émilie est journaliste. Leur séparation définitive a lieu durant Un si joyeux Noël.
- Chloé :
  - Dimitri habite chez sa tante dans la même rue que Marjorie. Chloé est amoureuse de lui et il est bon copain avec Antoine.
  - Bruno est le professeur de guitare de Chloé, qui aide souvent Chloé et Antoine à faire des bêtises en trompant Marjorie, qui apprécie ses talents de musicien. Présent des saisons 3 à 6.
  - Nathan est le petit copain de Chloé ; il apparaît à partir de la saison 4. Il est très apprécié par le reste de la famille car il est plutôt gentil et il sait tenir tête à Chloé. Les deux amoureux ne font que se séparer pour des détails insignifiants mais se remettent ensemble presque aussitôt à chaque fois. On apprend pendant la saison 6 qu'ils sont séparés ; depuis, Nathan essaie de tout faire pour la récupérer.
- Antoine et Chloé :
  - Charlotte est la meilleure amie de Chloé. Comme elle, elle aime se moquer d'Antoine et se dispute avec lui comme le fait Chloé. Il est cependant évident qu'elle et Antoine avaient des sentiments respectifs. Cette ambiguïté sentimentale est de retour en saison 10[40] et la relation devient officielle dans la saison 11[29].
  - Divers autres amis d'Antoine et Chloé apparaissent de temps à autre comme Déborah, Jean-David, Tony, César, etc.
- Annabelle :
  - Thibault est le petit-ami d'Annabelle à partir de la saison 11. C'est un garçon très critique que Jean-Pierre déteste.
- Pupuce :
  - Gérald est un vétérinaire souvent appelé par Marjorie pour voir Pupuce. Présent des saisons 1 à 7.

### Sébastien: le cousin

#### Présentation
Sébastien, dit Seb, a 28 ans et est le cousin de Roxane et Marjorie qui apparaît dès la saison 2. Il est en situation précaire et squatte souvent chez Roxane et Kader, plus qu'ailleurs. On ne peut en revanche pas compter sur lui puisqu'il est très fainéant et nonchalant : il se porte très bien tant qu'il en fait le moins possible. Sébastien aime le slam et compose parfois quelques morceaux ; c'est également un passionné de poker en ligne quand il daigne se lever du canapé sur lequel il s'est installé. Il est connu pour ses conquêtes d'un soir. Lui et Antoine s'entendent également très bien, à tel point qu'ils envisagent même de tenir un food-truck ensemble, ce qui se fera dans Au bout de leurs rêves puis en saison 9 sous le nom Chez les cousins. Il en devient le seul gérant et y engage Lionel dans la saison 10. Depuis le départ de Kader, il occupe une place plus importante chez Roxane, devient officiellement son colocataire et s'occupe même des jumeaux. Dans la saison 11, il prend un appartement avec Bonnie... mais juste en face de chez Roxane chez qui il continue de squatter.

#### Personnages associés
Classement des personnages associés par ordre chronologique de passage
- Sébastien :
  - Bonnie est l'amour d'enfance que le cousin Sébastien essaie de reconquérir dans la saison 8. Elle est, comme lui, en recherche d'emploi et un peu fainéante. Sébastien semble prêt à s'engager mais elle veut rester libre. Ils sont finalement ensemble dans la saison 9. Dans la saison 10, on découvre qu'elle n'a en fait jamais arrêté de travailler[42].
  - Fabrice, dit Fab est un ami de Seb qui vient squatter chez Roxane dans la saison 12.

## Prime-times

### Soirée du 6 septembre 2016
Une soirée spéciale a eu lieu le mardi 6 septembre 2016 à 20 h 50 sur M6 ; elle consiste en 3 épisodes spéciaux de 52 minutes chacun.
Pour cette occasion, quelques modifications sont apportées par rapport aux épisodes classiques :
- la musique du générique est modifiée ;
- quelques flashbacks nous font découvrir des situations où les personnages étaient plus jeunes ;
- les décors habituels (maisons, appartement) changent légèrement ;
- de nouveaux décors et de nouveaux personnages apparaissent, puisque certaines scènes se passent à l'extérieur ;
- le format est celui de téléfilms, donc différent du format original des épisodes diffusés en quotidienne.

#### 1erépisode:Le Mariage de l'ex
Yvan, l'ex-mari de Marjorie et père d'Antoine et Chloé, se marie avec Natacha. Toute la famille Le Kervelec est conviée à la cérémonie. Ayant peur que sa sœur ne puisse pas accuser le coup, Roxane demande à Kader de surveiller Marjorie ; cette dernière a cependant décidé d'y aller avec Jean-Pierre et ne veut pas le révéler avant son arrivée.
À cause d'un mauvais concours de circonstances, Jean-Pierre se fait arrêter par les policiers et est envoyé en garde à vue sans pouvoir prévenir Marjorie. Contrainte de s'y rendre sans son mystérieux chevalier servant, la sœur aînée ne cache pas son amertume et sa tristesse pendant l'échange des consentements, au grand dam du reste de l'assemblée, et en particulier de ses enfants et des parents de Natacha.
Plus tard dans la journée, pendant la garden party, Antoine, comme à son habitude, cherche désespérément une fille avec qui il pourrait se mettre en couple : il finit par flasher sur Anaïs, une serveuse, et décide de se faire passer pour un autre serveur. La jeune femme lui demande alors de chercher un endroit tranquille, sans passage.
Pendant ce temps, Kader ne peut que constater la sympathie de Jacques, son beau-père, envers Yvan, attisant encore sa jalousie. Pour ne rien arranger à la chose, les parents de Natacha, plutôt du genre coincés, ne cessent de dénigrer la famille Le Kervelec, ce qui finit par agacer Brigitte et Jacques. Toujours aussi décalée, la grand-mère ne tarit pas en remarques déplacées durant toute la journée.
Quand arrive le moment du repas, Chloé est appelée pour interpréter une chanson qu'elle a écrite elle-même. Ayant peur de faire du mal à sa mère et voulant toujours se montrer gentille envers son père et sa nouvelle belle-mère, elle choisit d'improviser les paroles. Au même moment, toutes les tensions et les mauvais sentiments finissent par éclater avec, pour conclure le tout, la pièce-montée renversée et donc un mariage complètement ruiné. Libéré, Jean-Pierre se précipite au mariage mais Marjorie, toujours pleine de ressentiment et de déception (en plus d'être alcoolisée) ne souhaite pas lui pardonner.
Yvan et Marjorie décident de se parler, en face à face, et tous deux se réconcilient. Durant le bal, la grande sœur se réconcilie aussi avec le coach mais ils sont interrompus juste avant de s'embrasser, comme à l'accoutumée. De leur côté, Jacques et Brigitte décident de remettre en place les parents de Natacha. Antoine, lui, a enfin trouvé l'endroit tranquille tant recherché, mais il est très déçu quand il découvre qu'Anaïs va y passer du temps avec un autre homme, beaucoup plus vieux.
Quelques jours après, pendant le traditionnel repas de famille chez les grands-parents, Jean-Pierre fait son apparition et décide de parler seul à seul avec Marjorie. Sur le point de se donner un baiser, le reste de la famille fait irruption et les en empêche encore une fois sans le savoir.

#### 2eépisode:La Zizanie
Pendant le traditionnel repas réunissant toute la famille, Jacques annonce une grosse surprise : lui et Brigitte ont décidé de faire construire une piscine dans le jardin. Tout le monde a l'air ravi, excepté Roxane et Kader qui se trouvent gênés, car ils comptaient une fois de plus demander un peu d'argent pour finir le mois. Avec ce gros chantier annoncé, ils osent encore moins. Après avoir franchi le pas, Jacques accepte de signer un chèque mais glisse dans le même temps des remarques que Roxane n'accepte pas du tout. La fille cadette, toujours aussi orgueilleuse, décide de refuser l'argent pour lui prouver qu'elle est capable de s'en sortir seule.
Kader et Roxane n'ont pas le choix : ils vendent leurs appareils électroménagers, n'utilisent plus l'électricité et se serrent la ceinture. Toujours trop fière, la jeune femme refuse même d'aller aux repas de famille pour montrer qu'elle ne souhaite profiter de rien. Marjorie se rend chez eux pour essayer de raisonner sa sœur mais cette dernière lui avoue que les parents disent d'elle qu'elle est une « assistée », ce qui ne manque pas de la vexer.
Brigitte se retrouve seule avec Jacques et lui demande d'arranger les choses. Elle ne voit cependant, comme à son habitude, que ses intérêts personnels : en effet, elle aimerait que toute la famille soit présente pour applaudir sa remise de médaille par le maire pour son implication en tant que bénévole dans une association. Le couple finit par se disputer.
Comme si les choses n'étaient pas assez envenimées, la chaudière de Roxane et Kader tombe en panne. Ne pouvant pas assumer les frais de la réparation, ils s'installent chez Marjorie avec les jumeaux, perturbant les plans d'Antoine et Chloé qui projetaient d'inviter secrètement des copains à la maison pour passer la nuit ensemble. Quelque temps plus tard, Roxane reçoit un appel de son père qui souhaite arranger les choses, mais elle réalise qu'il ne fait que lire un texte préparé à l'avance par Brigitte. Une dispute éclate entre le père et sa fille, et entre lui et sa femme. Brigitte quitte la maison.
Voulant corriger les mauvaises habitudes de ses neveux et toujours tout diriger, la cohabitation avec Roxane se passe très mal. Chloé invente alors le prétexte de passer la nuit chez son père pour en réalité retrouver son copain Léo ; Marjorie demande à Antoine de rejoindre sa sœur pour la surveiller mais lui aussi en profite pour passer du temps avec une fille, Solène.
Marjorie et Kader demandent à Roxane de faire un effort pour se réconcilier avec Jacques mais elle le prend très mal et décide de partir. Brigitte débarque ensuite chez Marjorie qui la renvoie aussitôt, toujours vexée d'avoir été qualifiée d'assistée. La grand-mère rejoint sa fille cadette à l'agence de voyages mais prend en pleine figure les reproches sur son égocentrisme et sur son absence durant l'enfance de ses filles.
De son côté, Kader, sur les conseils de Lionel, essaie d'aborder son patron pour demander une avance mais sa constante maladresse n'arrange rien à la chose : il a presque provoqué un incendie et a bloqué l'ascenseur de son patron pendant quatre heures.
Comme prévu, Chloé rejoint Léo dans la petite cabane en construction qui se trouve à côté de la piscine dans le jardin de ses grands-parents. Ils n'ont le temps de rien commencer quand arrivent déjà Antoine et Solène qui avaient en tête le même projet. Finalement, ce sont Léo et Solène qui se mettent ensemble.
Tous les membres de la famille ont, d'une façon ou d'une autre, le cœur rempli de tristesse.
Jacques, en colère, loue une pelleteuse pour reboucher la piscine. Sur son chemin, il met hors d'état de fonctionner la voiture de sa voisine, Anne-Marie Lallemand, qui téléphone à l'agence de Roxane pour la prévenir. Se rendant sur les lieux, Roxane tombe littéralement au fond du trou, puis son père aussi. Réussissant à sortir, elle met de côté son orgueil pour aider son père puisque, pour une fois, c'était lui qui avait besoin de son aide.
Le patron de Kader finit par apprendre que c'est lui qui est responsable des incidents qui ont eu lieu dans son entreprise. Il décide de lui proposer un nouvel emploi : étant maladroit et malchanceux, il est le mieux placé pour tester les assurances et prévoir toutes les situations possibles.
Tout finit par s'arranger : Roxane et Jacques sont réconciliés, Kader gagne plus d'argent, Brigitte est fière de montrer à tout le monde sa médaille (même si personne n'a assisté à sa remise), et Marjorie punit ses enfants pour leur mensonge. Jacques conseille cependant à sa fille d'apprendre à mieux gérer son budget. Pressentant un nouveau conflit, tout le monde quitte la table sauf les deux intéressés qui, toujours bornés et orgueilleux, entament effectivement une nouvelle dispute.

#### 3eépisode:La Course
Cet épisode commence également par le traditionnel repas du dimanche midi chez les Le Kervelec ; il est interrompu par Anne-Marie Lallemand, voisine de Jacques et Brigitte, qui a lancé son ballon en plein milieu de la table. Brigitte se propose pour aller le lui ramener et croise sur le chemin le mari de sa voisine qui s'entraîne pour la course des familles ; voyant là une nouvelle occasion pour montrer qu'elle est la meilleure, Brigitte ment et annonce que sa famille y participe aussi.
La grand-mère doit alors convaincre tout le reste de la famille, ce qu'elle fait facilement en exploitant au mieux leurs points faibles : l'orgueil de Jacques, le manque d'argent et la vanité de Roxane, la faiblesse de Kader, la libido d'Antoine et l'hypersensibilité de Marjorie. Pour cela, elle dit à son mari que le prix gagnant est le nom de la famille gravé en lettres d'or sur une école et annonce à sa deuxième fille qu'il s'agit de plusieurs centaines d'euros. Sans scrupules, elle prétend avoir un cancer du sein pour engager l'aînée. Ses plans fonctionnent et tout le monde s'entraîne avec plus ou moins de difficultés. Jean-Pierre, au départ appelé pour coacher la famille, est pris en dérision ; il décide de les laisser se débrouiller seuls.
Le jour J, Kader s'aperçoit qu'il a annoncé la mauvaise date à Rachida et qu'elle ne pourra donc pas garder Hugo et Diego. Malgré tous ses efforts pour trouver un remplaçant, il ne trouve pas mieux que le cousin Seb et décide de le cacher à Roxane.
Arrivés sur les lieux, Ludovic, le coordinateur de la course, se présente à toute la famille et attire d'un seul coup le regard de Chloé qui était jusque-là très peu enjouée ; elle est même désignée capitaine de l'équipe. Tout le monde finit par découvrir, surpris, que les Lallemand participent. Les règles de la course précisant que les téléphones portables sont interdits, tout le monde dépose le sien dans la boîte prévue à cet effet. Seul Kader choisit de ne pas le faire et reprend son téléphone en douce pour pouvoir garder un moyen d'entrer en contact avec Seb.
Quand la première partie commence, les Lallemand sont rapidement en tête de la course d'orientation. Les Le Kervelec s'en sortent plutôt bien mais Antoine a malencontreusement oublié le sac de provisions à côté de la première balise. Discrètement, Jean-Pierre, qui a finalement décidé de les aider, déplace certaines balises pour qu'elles soient plus visibles ou alors sur leur chemin quand ils s'égarent. À la fin de la journée, tout le monde est épuisé, sans avoir ni à boire ni à manger. De plus, Jacques a cassé la boussole. Marjorie et Roxane sont sur le point de se chamailler quand Brigitte disparaît. La famille passe une bonne partie de la nuit à sa recherche, bravant la pluie battante. Contents de rejoindre ensuite le bivouac, ils prennent place dans une tente et se disputent comme d'habitude.
Pendant cette même journée, Seb en a profité pour se rendre au parc avec ses petits-cousins pour draguer. Il arrive à ramener une fille à la maison mais elle se rend vite compte de la supercherie.
Le lendemain, avant que ne commence la course à pied et à vélo, Ludovic rappelle à tous le prix gagnant qui n'est autre qu'un panier garni. Tous les membres de la famille Le Kervelec réalisent alors que Brigitte leur a menti uniquement pour entretenir sa guéguerre avec Anne-Marie Lallemand. Kader parvient à remotiver et à souder la famille qui prend un nouveau souffle et rattrape les concurrents un à un : ils dépassent les Lallemand et passent la ligne d'arrivée les premiers.
Désormais, tous les dimanches, le petit plaisir de Brigitte est de narguer sa voisine.

### Soirée du 10 septembre 2019:Vacances en Bretagne
Initialement prévue le lundi 17 juin 2019 à 21 h 5 sur M6, la diffusion de cet épisode a été annulée car elle aurait eu lieu en même temps que le match Nigéria-France de la Coupe du monde féminine de football. La chaîne diffuse finalement l'épisode le 10 septembre 2019.
Cet épisode est divisé en 2 parties de 52 minutes chacune. C'est durant cet épisode que l'on apprend que Kader est parti en Nouvelle-Zélande.

### Soirée du 17 décembre 2019:Un si joyeux Noël
Un nouvel épisode spécial a été diffusé le mardi 17 décembre 2019 à 21 h 5 sur M6, elle aussi divisée en 2 parties de 52 minutes chacune.
La famille Le Kervelec accueille les parents de Jean-Pierre pour le repas de Noël, incarnés par Henri Guybet et Chantal Neuwirth. Les beaux-parents n'ont pas la même vision des choses en ce qui concerne l'organisation des événements, ce qui occasionne de nombreuses disputes. Tata Lucienne disparaît,. On apprend durant ce prime que Roxane supporte de moins en moins la relation à distance avec Kader. Antoine et Émilie mettent fin à leur relation.

### Soirée du 1er septembre 2020:Au bout de leurs rêves
Un nouvel épisode spécial a été diffusé le 1er septembre 2020 à 21 h 5 sur M6,. Le format en deux parties de 52 minutes est conservé cette fois encore.
Jacques manque de s'étouffer lors d'un repas de famille : chacun réalise alors que le vie est courte et qu'il doit en profiter,, :
- Les grands-parents décident de vendre leur maison et de partir en voyage à Bali.
- Marjorie aimerait avoir un enfant avec Jean-Pierre.
- Roxane se rend en Nouvelle-Zélande pour rejoindre Kader et discuter de l'avenir de leur couple : ce séjour aboutira à leur séparation.
- Antoine doit choisir entre son emploi dans un grand restaurant et son projet de food-truck avec le cousin Seb qui l'attire plus que jamais : c'est cette deuxième option qu'il choisira en créant Chez les cousins.
- Chloé fait un stage dans le cabinet d'un médecin humanitaire.

### Soirée du 18 janvier 2022:Le Mariage de Marjorie
Cet épisode spécial est divisé en deux parties de 52 minutes. Le tournage a eu lieu à la rentrée 2020. La diffusion est le 18 janvier 2022.
Jean-Pierre et Marjorie vont (enfin) se dire "oui" au Pays basque chez les parents du futur marié. Cependant, l’organisation de Roxane, qui semblait réglée comme du papier à musique, va être largement perturbée par un crescendo d’imprévus en tout genre,.

### Soirée du 7 septembre 2023:Un château en héritage
Cet épisode spécial est divisé en deux parties de 45 minutes.
La période de tournage a été reportée à plusieurs reprises avant qu'il ait finalement lieu en novembre et décembre 2022 au château d'Ormesson, en région parisienne,.
La première partie a été diffusée en avant-première au festival de télévision de Monte-Carlo en juin 2023, ; sa diffusion à la télévision a eu lieu le 7 septembre 2023 à 21 h 10.
Cet épisode est centré sur Brigitte et sur son passé familial resté secret : fille illégitime de la baronne Irène de Chantérac, elle hérite de son château après sa mort et fait connaissance avec sa demi-sœur.

### Prochainement:En famille à la Réunion
Cet épisode spécial est divisé en deux parties de 52 minutes. Prévu en tournage pour septembre 2021, il est reporté pour être tourné du 24 octobre au 18 novembre 2022, puis à nouveau reporté cette fois après le tournage de la saison 12 en 2023,,. Cet épisode était initialement intitulé "Vacances au vert". Le tournage aura lieu à La Réunion.
L'intrigue est pour le moment inconnue.

### Épisodes annulés
Deux épisodes prévus pour durer chacun 52 minutes ont finalement été abandonnés,,.
Il s'agit de :
- Opération survie : Roxane convie toute la famille à un stage de survie en pleine nature mais les choses vont mal tourner après que leur guide a consommé des champignons hallucinogènes.
- Nuit d'enfer : la soirée pyjama d'Annabelle dérape en rave party, Marjorie est coincée au travail, tout comme Jean-Pierre, Jacques et Brigitte passent le week-end dans un manoir hanté et Roxane tombe sous le charme d'un client.

## Identité visuelle

Ancien logo de la série (saisons 1 à 7)

Le générique de début présente chacun des personnages principaux sous la forme d'un jeu de cartes similaire au jeu des 7 familles ; les transitions entre les différentes saynètes d'un épisode utilisent ces mêmes cartes.
Le visuel des cartes est légèrement remanié à partir de la saison 2.
Le logo de la série, la musique du générique et le visuel des cartes sont réarrangés à partir de la saison 8.

## Liens avecScènes de ménages
En famille partage les mêmes créateurs et auteurs que Scènes de ménages. Le genre de scènes est le même, des personnages avec pour seuls décors leur domicile, et certaines musiques sont présentes dans les deux séries. Les murs floutés des décors de la série dans le générique de début sont faits du même style que ceux des décors de Scènes de ménages dans le générique de fin. Une différence remarquable est que dans Scènes de ménages les plans sont, à de petites exceptions près, toujours fixes.
Les premiers vrais liens entre ces séries sont des vidéos de promo de la saison 3 où le couple Raymond et Huguette et le couple Liliane et José de Scènes de ménages apparaissent aux côtés de Pupuce. C'est de nouveau le cas pour Liliane et José pour la cinquième saison.
De plus, Roxane mentionne dans deux épisodes l'enseigne de bricolage fictive Bricoflex, là où Emma de Scènes de ménages travaille en tant que directrice. José et Antoine aiment également tous les deux les céréales de la marque Choco Bueno.
Plusieurs acteurs sont également communs aux deux séries :
- Guillaume Labbé joue dans Scènes de ménages le rôle de Joris, un coach sportif, ami de Camille ; dans En famille, il joue Ludo, également coach, qui supporte la famille Le Kervelec dans l'épisode spécial La Course.
- Margaux Rossi joue Charlotte, meilleure amie de Chloé puis petite-amie d'Antoine dans En famille ; elle joue Morgane, une amie de Leslie, dans Scènes de ménages.
- Emmanuel Donzella joue Bruno, le professeur de guitare de Chloé, dans En famille ; il incarne Miguel, joueur de guitare et ami de José, dans Scènes de ménages.

## Produits dérivés
Le DVD de la saison 1 avec un bêtisier est sorti le 14 novembre 2012. Le DVD de la première partie de la saison 2 est sorti le 13 novembre 2013 et le DVD de la deuxième partie de la saison 2 est sorti le 2 juillet 2014.

## Adaptation à l'étranger
La chaîne québécoise Canal Vie diffuse sur ses ondes, à compter du 24 août 2017, l'adaptation locale de la série française. Elle met en vedette les acteurs suivants : Guy Nadon, Marie-Soleil Dion, Brigitte Lafleur, Chantal Baril, Mani Soleymanlou, Marie-Ève Beauregard et Alex Godbout. Cette adaptation ne durera qu'une saison.

## Audiences

### Par saison

#### Tableau
| Saison | Année | Audience (téléspectateurs) | Audience (téléspectateurs) | Source |
| Saison | Année | Lancement                  | Moyenne                    | Source |
| ------ | ----- | -------------------------- | -------------------------- | ------ |
| 1      | 2012  | 3 480 000                  | 2 100 000                  | [ 73 ] |
| 2      | 2013  | 3 800 000                  |                            | [ 74 ] |
| 3      | 2014  | 3 500 000                  |                            | [ 75 ] |
| 4      | 2015  |                            | 1 318 000                  | [ 76 ] |
| 5      | 2016  | 3 100 000                  | 2 800 000                  | [ 77 ] |
| 6      | 2017  | 3 000 000                  | 2 835 000                  | [ 78 ] |
| 7      | 2018  | 3 100 000                  |                            | [ 79 ] |
| 8      | 2019  | 3 120 000                  | 2 600 000                  | [ 80 ] |
| 9      | 2020  | 3 560 000                  | 2 500 000                  | ,      |
| 10     | 2021  | 3 300 000                  |                            | [ 83 ] |
| 11     | 2022  | 2 290 000                  |                            |        |

- Les plus hauts chiffres d'audience
- Les plus bas chiffres d'audience

#### Graphique
- Lancement
- Moyenne

### Par prime-time

#### Tableau
| Prime-time | Date               | Heure   | Titre                  | Audience (téléspectateurs) | Source |
| ---------- | ------------------ | ------- | ---------------------- | -------------------------- | ------ |
| 1          | 6 septembre 2016   | 21 h 00 | Le mariage de l'ex     | 3 375 000                  | [ 84 ] |
| 2          | 6 septembre 2016   | 22 h 00 | La zizanie             | 2 910 000                  | [ 84 ] |
| 3          | 6 septembre 2016   | 23 h 00 | La course              | NI                         |        |
| 4          | 10 septembre 2019  | 21 h 05 | Vacances en Bretagne   | 2 965 000                  | [ 85 ] |
| 5          | 10 septembre 2019  | 22 h 00 | Vacances en Bretagne   | 2 460 000                  | [ 85 ] |
| 6          | 17 décembre 2019   | 21 h 05 | Un si joyeux Noël      | 2 290 000                  | [ 86 ] |
| 7          | 17 décembre 2019   | 22 h 05 | Un si joyeux Noël      | 2 230 000                  | [ 86 ] |
| 8          | 1er septembre 2020 | 21 h 05 | Au bout de leurs rêves | 1 973 000                  | [ 87 ] |
| 9          | 1er septembre 2020 | 22 h 05 | Au bout de leurs rêves | 1 973 000                  | [ 87 ] |
| 10         | 18 janvier 2022    | 21 h 10 | Le Mariage de Marjorie | 2 040 000                  | [ 88 ] |
| 11         | 18 janvier 2022    | 22 h 00 | Le Mariage de Marjorie | 1 710 000                  | [ 88 ] |

- Les plus hauts chiffres d'audience
- Les plus bas chiffres d'audience